# فهرست خورشیدگرفتگی‌های سده ۶ (پیش از میلاد)
این فهرست شامل خورشیدگرفتگی‌های سدهٔ ششم پیش از میلاد است که در طی دورهٔ سال ۵۰۱ پیش از میلاد تا ۶۰۰ پیش از میلاد روی داده‌اند. در این دوره، ۲۵۵ خورشیدگرفتگی رخ داد که ۹۶ مورد آن خورشیدگرفتگی جزئی، ۸۶ مورد خورشیدگرفتگی حلقه‌ای، ۶۵ خورشیدگرفتگی کامل و ۸ مورد نیز از نوع خورشیدگرفتگی مرکب بود.
| تاریخ          | زمان بزرگ‌ترین گرفتگی | چرخه ساروس | نوع    | قدر    | مدت زمان            | مکان                                            | مسیر گرفتگی            | ناحیه جغرافیایی | منبع(ها) |
| -------------- | -------------------- | ---------- | ------ | ------ | ------------------- | ----------------------------------------------- | ---------------------- | --------------- | -------- |
| ۱۷ مارس ۶۰۰    | ۰۳:۱۲:۰۵             | ۴۹         | حلقه‌ای | ۰٫۹۳۸۷ | 07 دقیقه و 01 ثانیه | ۴°۳۶′جنوبی ۱۴۷°۱۸′غربی / ۴٫۶°جنوبی ۱۴۷٫۳°غربی   | ۲۲۷ کیلومتر (۱۴۱ مایل) |                 | [ ۱ ]    |
| ۱۰ سپتامبر ۶۰۰ | ۰۴:۴۳:۲۹             | ۵۴         | کامل   | ۱٫۰۵۰۱ | 04 دقیقه و 13 ثانیه | ۹°۵۴′شمالی ۱۷۲°۳۰′غربی / ۹٫۹°شمالی ۱۷۲٫۵°غربی   | ۱۶۶ کیلومتر (۱۰۳ مایل) |                 | [ ۱ ]    |
| ۶ مارس ۵۹۹     | ۰۴:۳۱:۳۴             | ۵۹         | حلقه‌ای | ۰٫۹۵۶۵ | 04 دقیقه و 19 ثانیه | ۳۲°۱۲′شمالی ۱۶۹°۴۸′شرقی / ۳۲٫۲°شمالی ۱۶۹٫۸°شرقی | ۲۲۳ کیلومتر (۱۳۹ مایل) |                 | [ ۱ ]    |
| ۳۰ اوت ۵۹۹     | ۱۸:۰۶:۲۶             | ۶۴         | مرکب   | ۱٫۰۰۰۵ | 00 دقیقه و 02 ثانیه | ۲۸°۱۲′جنوبی ۳۴°۳۰′غربی / ۲۸٫۲°جنوبی ۳۴٫۵°غربی   | ۲ کیلومتر (۱٫۲ مایل)   |                 | [ ۱ ]    |
| ۲۵ ژانویه ۵۹۸  | ۰۱:۲۱:۱۹             | ۳۱         | جزئی   | ۰٫۴۵۳۱ | —                   | ۶۳°۱۲′جنوبی ۱۹°۴۲′شرقی / ۶۳٫۲°جنوبی ۱۹٫۷°شرقی   | —                      |                 | [ ۱ ]    |
| ۲۳ فوریه ۵۹۸   | ۱۲:۱۷:۰۴             | ۶۹         | جزئی   | ۰٫۲۵۸۱ | —                   | ۶۱°۲۴′شمالی ۱۱°۱۸′شرقی / ۶۱٫۴°شمالی ۱۱٫۳°شرقی   | —                      |                 | [ ۱ ]    |
| ۲۱ ژوئیه ۵۹۸   | ۰۹:۴۱:۱۳             | ۳۶         | جزئی   | ۰٫۳۰۸۸ | —                   | ۶۳°۴۸′شمالی ۱۰۱°۳۰′غربی / ۶۳٫۸°شمالی ۱۰۱٫۵°غربی | —                      |                 | [ ۱ ]    |
| ۲۰ اوت ۵۹۸     | ۰۰:۵۴:۰۴             | ۷۴         | جزئی   | ۰٫۱۲۰۳ | —                   | ۶۱°۵۴′جنوبی ۱۷۴°۳۰′غربی / ۶۱٫۹°جنوبی ۱۷۴٫۵°غربی | —                      |                 | [ ۱ ]    |
| ۱۴ ژانویه ۵۹۷  | ۱۶:۴۷:۱۹             | ۴۱         | کامل   | ۱٫۰۴۸۹ | 03 دقیقه و 21 ثانیه | ۵۷°۴۲′جنوبی ۲۳°۴۲′شرقی / ۵۷٫۷°جنوبی ۲۳٫۷°شرقی   | ۲۰۲ کیلومتر (۱۲۶ مایل) |                 | [ ۱ ]    |
| ۹ ژوئیه ۵۹۷    | ۱۰:۰۳:۰۱             | ۴۶         | حلقه‌ای | ۰٫۹۴۹۰ | 04 دقیقه و 26 ثانیه | ۶۲°۲۴′شمالی ۱۱۹°۴۸′شرقی / ۶۲٫۴°شمالی ۱۱۹٫۸°شرقی | ۲۴۴ کیلومتر (۱۵۲ مایل) |                 | [ ۱ ]    |
| ۳ ژانویه ۵۹۶   | ۰۸:۰۵:۱۲             | ۵۱         | کامل   | ۱٫۰۲۵۱ | 02 دقیقه و 28 ثانیه | ۱۹°۰۶′جنوبی ۱۳۷°۱۸′شرقی / ۱۹٫۱°جنوبی ۱۳۷٫۳°شرقی | ۸۶ کیلومتر (۵۳ مایل)   |                 | [ ۱ ]    |
| ۲۸ ژوئن ۵۹۶    | ۱۴:۳۴:۵۰             | ۵۶         | حلقه‌ای | ۰٫۹۹۷۴ | 00 دقیقه و 18 ثانیه | ۱۵°۳۰′شمالی ۳۶°۴۸′شرقی / ۱۵٫۵°شمالی ۳۶٫۸°شرقی   | ۹ کیلومتر (۵٫۶ مایل)   |                 | [ ۱ ]    |
| ۲۳ دسامبر ۵۹۶  | ۱۸:۳۹:۴۳             | ۶۱         | حلقه‌ای | ۰٫۹۶۲۲ | 04 دقیقه و 09 ثانیه | ۳۰°۳۶′شمالی ۲۵°۴۲′غربی / ۳۰٫۶°شمالی ۲۵٫۷°غربی   | ۲۳۵ کیلومتر (۱۴۶ مایل) |                 | [ ۱ ]    |
| ۱۸ ژوئن ۵۹۵    | ۰۲:۲۴:۳۷             | ۶۶         | کامل   | ۱٫۰۴۴۰ | 03 دقیقه و 44 ثانیه | ۴۰°۳۶′جنوبی ۱۴۱°۱۲′غربی / ۴۰٫۶°جنوبی ۱۴۱٫۲°غربی | ۳۳۱ کیلومتر (۲۰۶ مایل) |                 | [ ۱ ]    |
| ۱۳ نوامبر ۵۹۵  | ۰۲:۳۱:۱۳             | ۳۳         | جزئی   | ۰٫۰۸۸۰ | —                   | ۶۹°۵۴′جنوبی ۷۳°۰۶′شرقی / ۶۹٫۹°جنوبی ۷۳٫۱°شرقی   | —                      |                 | [ ۱ ]    |
| ۱۲ دسامبر ۵۹۵  | ۲۱:۵۱:۲۱             | ۷۱         | جزئی   | ۰٫۰۴۱۱ | —                   | ۶۷°۰۶′شمالی ۶۸°۴۸′غربی / ۶۷٫۱°شمالی ۶۸٫۸°غربی   | —                      |                 | [ ۱ ]    |
| ۹ مه ۵۹۴       | ۱۲:۲۸:۱۶             | ۳۸         | کامل   | ۱٫۰۶۵۳ | 03 دقیقه و 45 ثانیه | ۷۳°۵۴′شمالی ۲۲°۱۸′شرقی / ۷۳٫۹°شمالی ۲۲٫۳°شرقی   | ۴۸۷ کیلومتر (۳۰۳ مایل) |                 | [ ۱ ]    |
| ۲ نوامبر ۵۹۴   | ۰۲:۲۴:۰۴             | ۴۳         | حلقه‌ای | ۰٫۹۳۲۵ | 05 دقیقه و 32 ثانیه | ۶۵°۰۶′جنوبی ۱۷۱°۲۴′غربی / ۶۵٫۱°جنوبی ۱۷۱٫۴°غربی | ۴۴۹ کیلومتر (۲۷۹ مایل) |                 | [ ۱ ]    |
| ۲۸ آوریل ۵۹۳   | ۰۳:۳۷:۴۰             | ۴۸         | کامل   | ۱٫۰۳۱۷ | 03 دقیقه و 05 ثانیه | ۲۰°۴۸′شمالی ۱۶۰°۵۴′غربی / ۲۰٫۸°شمالی ۱۶۰٫۹°غربی | ۱۰۹ کیلومتر (۶۸ مایل)  |                 | [ ۱ ]    |
| ۲۱ اکتبر ۵۹۳   | ۰۸:۴۰:۱۴             | ۵۳         | حلقه‌ای | ۰٫۹۹۳۴ | 00 دقیقه و 42 ثانیه | ۱۴°۰۰′جنوبی ۱۲۲°۴۲′شرقی / ۱۴٫۰°جنوبی ۱۲۲٫۷°شرقی | ۲۳ کیلومتر (۱۴ مایل)   |                 | [ ۱ ]    |
| ۱۷ آوریل ۵۹۲   | ۱۲:۳۱:۱۲             | ۵۸         | حلقه‌ای | ۰٫۹۷۱۶ | 03 دقیقه و 03 ثانیه | ۲۹°۴۸′جنوبی ۸۱°۱۸′شرقی / ۲۹٫۸°جنوبی ۸۱٫۳°شرقی   | ۱۳۰ کیلومتر (۸۱ مایل)  |                 | [ ۱ ]    |
| ۱۰ اکتبر ۵۹۲   | ۲۱:۴۳:۵۵             | ۶۳         | کامل   | ۱٫۰۳۹۲ | 03 دقیقه و 20 ثانیه | ۳۰°۱۸′شمالی ۵۹°۱۲′غربی / ۳۰٫۳°شمالی ۵۹٫۲°غربی   | ۱۶۲ کیلومتر (۱۰۱ مایل) |                 | [ ۱ ]    |
| ۷ مارس ۵۹۱     | ۲۲:۲۷:۳۰             | ۳۰         | جزئی   | ۰٫۱۱۰۳ | —                   | ۷۱°۲۴′شمالی ۱۴۲°۲۴′غربی / ۷۱٫۴°شمالی ۱۴۲٫۴°غربی | —                      |                 | [ ۱ ]    |
| ۶ آوریل ۵۹۱    | ۱۴:۳۴:۱۸             | ۶۸         | جزئی   | ۰٫۲۶۰۵ | —                   | ۷۱°۴۲′جنوبی ۱۱۷°۵۴′شرقی / ۷۱٫۷°جنوبی ۱۱۷٫۹°شرقی | —                      |                 | [ ۱ ]    |
| ۱ سپتامبر ۵۹۱  | ۰۴:۰۲:۳۰             | ۳۵         | جزئی   | ۰٫۲۹۱۶ | —                   | ۷۰°۵۴′جنوبی ۱۴۱°۲۴′شرقی / ۷۰٫۹°جنوبی ۱۴۱٫۴°شرقی | —                      |                 | [ ۱ ]    |
| ۳۰ سپتامبر ۵۹۱ | ۱۳:۴۲:۱۵             | ۷۳         | جزئی   | ۰٫۵۲۱۶ | —                   | ۷۱°۴۲′شمالی ۱۳۹°۱۲′شرقی / ۷۱٫۷°شمالی ۱۳۹٫۲°شرقی | —                      |                 | [ ۱ ]    |
| ۲۵ فوریه ۵۹۰   | ۰۱:۰۷:۲۶             | ۴۰         | حلقه‌ای | ۰٫۹۶۷۵ | 03 دقیقه و 23 ثانیه | ۳۴°۰۶′شمالی ۱۲۹°۰۰′غربی / ۳۴٫۱°شمالی ۱۲۹٫۰°غربی | ۱۷۱ کیلومتر (۱۰۶ مایل) |                 | [ ۱ ]    |
| ۲۱ اوت ۵۹۰     | ۱۵:۵۷:۰۸             | ۴۵         | حلقه‌ای | ۰٫۹۸۶۸ | 01 دقیقه و 22 ثانیه | ۲۹°۲۴′جنوبی ۷°۳۶′شرقی / ۲۹٫۴°جنوبی ۷٫۶°شرقی     | ۶۶ کیلومتر (۴۱ مایل)   |                 | [ ۱ ]    |
| ۱۴ فوریه ۵۸۹   | ۱۰:۴۸:۳۸             | ۵۰         | کامل   | ۱٫۰۲۵۱ | 02 دقیقه و 29 ثانیه | ۱۶°۴۸′جنوبی ۹۹°۴۲′شرقی / ۱۶٫۸°جنوبی ۹۹٫۷°شرقی   | ۸۵ کیلومتر (۵۳ مایل)   |                 | [ ۱ ]    |
| ۹ اوت ۵۸۹      | ۲۰:۴۷:۳۶             | ۵۵         | حلقه‌ای | ۰٫۹۴۸۴ | 06 دقیقه و 34 ثانیه | ۱۹°۴۲′شمالی ۵۴°۰۰′غربی / ۱۹٫۷°شمالی ۵۴٫۰°غربی   | ۱۹۰ کیلومتر (۱۲۰ مایل) |                 | [ ۱ ]    |
| ۳ فوریه ۵۸۸    | ۰۱:۵۰:۱۵             | ۶۰         | کامل   | ۱٫۰۵۰۸ | 03 دقیقه و 21 ثانیه | ۶۳°۱۸′جنوبی ۱۱۰°۴۲′غربی / ۶۳٫۳°جنوبی ۱۱۰٫۷°غربی | ۲۴۲ کیلومتر (۱۵۰ مایل) |                 | [ ۱ ]    |
| ۲۹ ژوئیه ۵۸۸   | ۲۱:۰۲:۰۲             | ۶۵         | حلقه‌ای | ۰٫۹۳۸۲ | 05 دقیقه و 06 ثانیه | ۷۰°۳۶′شمالی ۴۳°۳۰′غربی / ۷۰٫۶°شمالی ۴۳٫۵°غربی   | ۳۶۲ کیلومتر (۲۲۵ مایل) |                 | [ ۱ ]    |
| ۲۵ دسامبر ۵۸۸  | ۰۶:۲۵:۴۴             | ۳۲         | جزئی   | ۰٫۴۲۹۱ | —                   | ۶۵°۲۴′شمالی ۱۷۷°۰۰′شرقی / ۶۵٫۴°شمالی ۱۷۷٫۰°شرقی | —                      |                 | [ ۱ ]    |
| ۲۳ ژانویه ۵۸۷  | ۱۷:۴۷:۳۸             | ۷۰         | جزئی   | ۰٫۲۴۵۸ | —                   | ۶۸°۱۲′جنوبی ۱۵۷°۰۰′شرقی / ۶۸٫۲°جنوبی ۱۵۷٫۰°شرقی | —                      |                 | [ ۱ ]    |
| ۱۹ ژوئن ۵۸۷    | ۱۲:۴۵:۱۰             | ۳۷         | جزئی   | ۰٫۵۷۲۳ | —                   | ۶۴°۴۲′جنوبی ۸۷°۳۶′شرقی / ۶۴٫۷°جنوبی ۸۷٫۶°شرقی   | —                      |                 | [ ۱ ]    |
| ۱۸ ژوئیه ۵۸۷   | ۲۳:۵۹:۱۹             | ۷۵         | جزئی   | ۰٫۱۳۵۴ | —                   | ۶۷°۲۴′شمالی ۷۱°۱۲′شرقی / ۶۷٫۴°شمالی ۷۱٫۲°شرقی   | —                      |                 | [ ۱ ]    |
| ۱۴ دسامبر ۵۸۷  | ۱۴:۵۸:۱۵             | ۴۲         | حلقه‌ای | ۰٫۹۴۸۴ | 06 دقیقه و 18 ثانیه | ۱۸°۰۰′شمالی ۳۹°۴۲′شرقی / ۱۸٫۰°شمالی ۳۹٫۷°شرقی   | ۲۵۳ کیلومتر (۱۵۷ مایل) |                 | [ ۱ ]    |
| ۹ ژوئن ۵۸۶     | ۰۲:۱۹:۵۸             | ۴۷         | کامل   | ۱٫۰۶۵۲ | 06 دقیقه و 10 ثانیه | ۲°۲۴′جنوبی ۱۳۴°۱۲′غربی / ۲٫۴°جنوبی ۱۳۴٫۲°غربی   | ۲۳۵ کیلومتر (۱۴۶ مایل) |                 | [ ۱ ]    |
| ۳ دسامبر ۵۸۶   | ۱۶:۱۶:۵۸             | ۵۲         | حلقه‌ای | ۰٫۹۱۸۲ | 10 دقیقه و 27 ثانیه | ۲۲°۱۸′جنوبی ۱۰°۳۶′شرقی / ۲۲٫۳°جنوبی ۱۰٫۶°شرقی   | ۳۱۱ کیلومتر (۱۹۳ مایل) |                 | [ ۱ ]    |
| ۲۸ مه ۵۸۵      | ۱۹:۲۸:۵۰             | ۵۷         | کامل   | ۱٫۰۷۹۸ | 06 دقیقه و 04 ثانیه | ۳۸°۱۲′شمالی ۴۵°۰۰′غربی / ۳۸٫۲°شمالی ۴۵٫۰°غربی   | ۲۷۱ کیلومتر (۱۶۸ مایل) |                 | [ ۱ ]    |
| ۲۱ نوامبر ۵۸۵  | ۱۵:۲۶:۳۵             | ۶۲         | حلقه‌ای | ۰٫۹۲۴۷ | 06 دقیقه و 34 ثانیه | ۵۸°۰۰′جنوبی ۴°۱۲′غربی / ۵۸٫۰°جنوبی ۴٫۲°غربی     | ۳۸۸ کیلومتر (۲۴۱ مایل) |                 | [ ۱ ]    |
| ۱۹ آوریل ۵۸۴   | ۰۲:۲۳:۲۰             | ۲۹         | جزئی   | ۰٫۰۴۰۸ | —                   | ۶۱°۰۰′جنوبی ۶۵°۲۴′غربی / ۶۱٫۰°جنوبی ۶۵٫۴°غربی   | —                      |                 | [ ۱ ]    |
| ۱۸ مه ۵۸۴      | ۱۱:۳۱:۳۶             | ۶۷         | جزئی   | ۰٫۸۳۳۴ | —                   | ۶۲°۲۴′شمالی ۴۶°۳۰′غربی / ۶۲٫۴°شمالی ۴۶٫۵°غربی   | —                      |                 | [ ۱ ]    |
| ۱۲ اکتبر ۵۸۴   | ۰۶:۳۳:۴۲             | ۳۴         | جزئی   | ۰٫۱۳۱۶ | —                   | ۶۱°۰۰′شمالی ۱۲۳°۳۰′غربی / ۶۱٫۰°شمالی ۱۲۳٫۵°غربی | —                      |                 | [ ۱ ]    |
| ۱۰ نوامبر ۵۸۴  | ۱۹:۵۱:۵۲             | ۷۲         | جزئی   | ۰٫۳۹۵۷ | —                   | ۶۱°۵۴′جنوبی ۱۶۶°۲۴′غربی / ۶۱٫۹°جنوبی ۱۶۶٫۴°غربی | —                      |                 | [ ۱ ]    |
| ۸ آوریل ۵۸۳    | ۰۹:۰۸:۴۲             | ۳۹         | حلقه‌ای | ۰٫۹۵۴۶ | 04 دقیقه و 09 ثانیه | ۴۲°۱۸′جنوبی ۱۵۲°۳۰′شرقی / ۴۲٫۳°جنوبی ۱۵۲٫۵°شرقی | ۲۸۰ کیلومتر (۱۷۰ مایل) |                 | [ ۱ ]    |
| ۱ اکتبر ۵۸۳    | ۲۰:۵۹:۲۴             | ۴۴         | کامل   | ۱٫۰۴۵۵ | 03 دقیقه و 16 ثانیه | ۴۰°۳۶′شمالی ۳۱°۰۶′غربی / ۴۰٫۶°شمالی ۳۱٫۱°غربی   | ۲۲۵ کیلومتر (۱۴۰ مایل) |                 | [ ۱ ]    |
| ۲۸ مارس ۵۸۲    | ۰۹:۵۸:۳۳             | ۴۹         | حلقه‌ای | ۰٫۹۴۱۷ | 06 دقیقه و 37 ثانیه | ۳°۴۲′جنوبی ۱۱۰°۴۸′شرقی / ۳٫۷°جنوبی ۱۱۰٫۸°شرقی   | ۲۱۶ کیلومتر (۱۳۴ مایل) |                 | [ ۱ ]    |
| ۲۱ سپتامبر ۵۸۲ | ۱۳:۰۱:۲۷             | ۵۴         | کامل   | ۱٫۰۴۵۰ | 03 دقیقه و 48 ثانیه | ۷°۰۰′شمالی ۶۲°۰۰′شرقی / ۷٫۰°شمالی ۶۲٫۰°شرقی     | ۱۵۰ کیلومتر (۹۳ مایل)  |                 | [ ۱ ]    |
| ۱۶ مارس ۵۸۱    | ۱۱:۴۲:۱۸             | ۵۹         | حلقه‌ای | ۰٫۹۶۳۱ | 03 دقیقه و 34 ثانیه | ۳۱°۵۴′شمالی ۶۱°۱۸′شرقی / ۳۱٫۹°شمالی ۶۱٫۳°شرقی   | ۱۷۴ کیلومتر (۱۰۸ مایل) |                 | [ ۱ ]    |
| ۱۰ سپتامبر ۵۸۱ | ۰۱:۵۷:۲۳             | ۶۴         | حلقه‌ای | ۰٫۹۹۴۵ | 00 دقیقه و 30 ثانیه | ۲۹°۰۰′جنوبی ۱۵۴°۲۴′غربی / ۲۹٫۰°جنوبی ۱۵۴٫۴°غربی | ۲۵ کیلومتر (۱۶ مایل)   |                 | [ ۱ ]    |
| ۴ فوریه ۵۸۰    | ۰۹:۴۰:۵۷             | ۳۱         | جزئی   | ۰٫۴۱۷۴ | —                   | ۶۲°۳۰′جنوبی ۱۱۵°۴۲′غربی / ۶۲٫۵°جنوبی ۱۱۵٫۷°غربی | —                      |                 | [ ۱ ]    |
| ۵ مارس ۵۸۰     | ۲۰:۰۳:۴۰             | ۶۹         | جزئی   | ۰٫۳۴۰۳ | —                   | ۶۱°۰۰′شمالی ۱۱۵°۱۸′غربی / ۶۱٫۰°شمالی ۱۱۵٫۳°غربی | —                      |                 | [ ۱ ]    |
| ۳۱ ژوئیه ۵۸۰   | ۱۶:۲۴:۲۸             | ۳۶         | جزئی   | ۰٫۱۹۱۵ | —                   | ۶۳°۰۰′شمالی ۱۴۷°۰۶′شرقی / ۶۳٫۰°شمالی ۱۴۷٫۱°شرقی | —                      |                 | [ ۱ ]    |
| ۳۰ اوت ۵۸۰     | ۰۸:۰۹:۵۸             | ۷۴         | جزئی   | ۰٫۱۹۷۵ | —                   | ۶۱°۲۴′جنوبی ۶۶°۳۰′شرقی / ۶۱٫۴°جنوبی ۶۶٫۵°شرقی   | —                      |                 | [ ۱ ]    |
| ۲۵ ژانویه ۵۷۹  | ۰۱:۲۲:۱۱             | ۴۱         | کامل   | ۱٫۰۵۱۲ | 03 دقیقه و 28 ثانیه | ۵۵°۴۸′جنوبی ۱۰۰°۵۴′غربی / ۵۵٫۸°جنوبی ۱۰۰٫۹°غربی | ۲۱۴ کیلومتر (۱۳۳ مایل) |                 | [ ۱ ]    |
| ۲۰ ژوئیه ۵۷۹   | ۱۶:۴۲:۱۷             | ۴۶         | حلقه‌ای | ۰٫۹۴۷۶ | 04 دقیقه و 19 ثانیه | ۶۵°۱۲′شمالی ۳۰°۲۴′شرقی / ۶۵٫۲°شمالی ۳۰٫۴°شرقی   | ۲۷۵ کیلومتر (۱۷۱ مایل) |                 | [ ۱ ]    |
| ۱۴ ژانویه ۵۷۸  | ۱۶:۳۹:۴۳             | ۵۱         | کامل   | ۱٫۰۲۴۸ | 02 دقیقه و 24 ثانیه | ۱۸°۳۶′جنوبی ۸°۳۰′شرقی / ۱۸٫۶°جنوبی ۸٫۵°شرقی     | ۸۴ کیلومتر (۵۲ مایل)   |                 | [ ۱ ]    |
| ۹ ژوئیه ۵۷۸    | ۲۱:۳۳:۴۵             | ۵۶         | حلقه‌ای | ۰٫۹۹۹۳ | 00 دقیقه و 04 ثانیه | ۱۹°۳۰′شمالی ۶۸°۲۴′غربی / ۱۹٫۵°شمالی ۶۸٫۴°غربی   | ۲ کیلومتر (۱٫۲ مایل)   |                 | [ ۱ ]    |
| ۴ ژانویه ۵۷۷   | ۰۲:۵۸:۲۱             | ۶۱         | حلقه‌ای | ۰٫۹۶۱۱ | 04 دقیقه و 17 ثانیه | ۲۹°۵۴′شمالی ۱۵۴°۴۲′غربی / ۲۹٫۹°شمالی ۱۵۴٫۷°غربی | ۲۳۸ کیلومتر (۱۴۸ مایل) |                 | [ ۱ ]    |
| ۲۸ ژوئن ۵۷۷    | ۰۹:۴۵:۰۱             | ۶۶         | کامل   | ۱٫۰۴۷۸ | 04 دقیقه و 18 ثانیه | ۳۱°۲۴′جنوبی ۱۰۳°۵۴′شرقی / ۳۱٫۴°جنوبی ۱۰۳٫۹°شرقی | ۲۷۹ کیلومتر (۱۷۳ مایل) |                 | [ ۱ ]    |
| ۲۳ نوامبر ۵۷۷  | ۱۰:۳۱:۲۳             | ۳۳         | جزئی   | ۰٫۰۸۰۴ | —                   | ۶۸°۵۴′جنوبی ۶۰°۲۴′غربی / ۶۸٫۹°جنوبی ۶۰٫۴°غربی   | —                      |                 | [ ۱ ]    |
| ۲۳ دسامبر ۵۷۷  | ۰۵:۵۱:۵۹             | ۷۱         | جزئی   | ۰٫۰۴۹۷ | —                   | ۶۶°۰۰′شمالی ۱۵۹°۱۸′شرقی / ۶۶٫۰°شمالی ۱۵۹٫۳°شرقی | —                      |                 | [ ۱ ]    |
| ۱۹ مه ۵۷۶      | ۱۹:۵۲:۴۵             | ۳۸         | کامل   | ۱٫۰۶۰۶ | 03 دقیقه و 06 ثانیه | ۷۹°۱۸′شمالی ۱۶۰°۱۲′غربی / ۷۹٫۳°شمالی ۱۶۰٫۲°غربی | ۸۶۵ کیلومتر (۵۳۷ مایل) |                 | [ ۱ ]    |
| ۱۸ ژوئن ۵۷۶    | ۰۲:۲۷:۵۰             | ۷۶         | جزئی   | ۰٫۰۱۵۶ | —                   | ۶۶°۴۲′جنوبی ۱۴۳°۴۸′غربی / ۶۶٫۷°جنوبی ۱۴۳٫۸°غربی | —                      |                 | [ ۱ ]    |
| ۱۲ نوامبر ۵۷۶  | ۱۰:۳۴:۳۱             | ۴۳         | حلقه‌ای | ۰٫۹۳۳۶ | 05 دقیقه و 15 ثانیه | ۶۹°۴۸′جنوبی ۶۵°۰۶′شرقی / ۶۹٫۸°جنوبی ۶۵٫۱°شرقی   | ۴۴۶ کیلومتر (۲۷۷ مایل) |                 | [ ۱ ]    |
| ۹ مه ۵۷۵       | ۱۰:۴۷:۳۵             | ۴۸         | کامل   | ۱٫۰۲۹۱ | 02 دقیقه و 46 ثانیه | ۲۸°۴۲′شمالی ۸۹°۰۰′شرقی / ۲۸٫۷°شمالی ۸۹٫۰°شرقی   | ۱۰۱ کیلومتر (۶۳ مایل)  |                 | [ ۱ ]    |
| ۱ نوامبر ۵۷۵   | ۱۷:۰۹:۵۳             | ۵۳         | حلقه‌ای | ۰٫۹۹۴۷ | 00 دقیقه و 33 ثانیه | ۱۸°۲۴′جنوبی ۶°۰۶′غربی / ۱۸٫۴°جنوبی ۶٫۱°غربی     | ۱۹ کیلومتر (۱۲ مایل)   |                 | [ ۱ ]    |
| ۲۸ آوریل ۵۷۴   | ۱۹:۱۶:۰۰             | ۵۸         | حلقه‌ای | ۰٫۹۷۱۳ | 03 دقیقه و 19 ثانیه | ۲۱°۰۶′جنوبی ۲۵°۱۲′غربی / ۲۱٫۱°جنوبی ۲۵٫۲°غربی   | ۱۲۳ کیلومتر (۷۶ مایل)  |                 | [ ۱ ]    |
| ۲۲ اکتبر ۵۷۴   | ۰۶:۲۴:۲۰             | ۶۳         | کامل   | ۱٫۰۳۸۷ | 03 دقیقه و 24 ثانیه | ۲۵°۳۰′شمالی ۱۶۷°۳۶′شرقی / ۲۵٫۵°شمالی ۱۶۷٫۶°شرقی | ۱۵۹ کیلومتر (۹۹ مایل)  |                 | [ ۱ ]    |
| ۱۸ مارس ۵۷۳    | ۰۵:۲۲:۰۴             | ۳۰         | جزئی   | ۰٫۰۱۲۹ | —                   | ۷۱°۴۲′شمالی ۹۸°۵۴′شرقی / ۷۱٫۷°شمالی ۹۸٫۹°شرقی   | —                      |                 | [ ۱ ]    |
| ۱۶ آوریل ۵۷۳   | ۲۱:۰۵:۳۱             | ۶۸         | جزئی   | ۰٫۳۸۸۶ | —                   | ۷۱°۲۴′جنوبی ۵°۰۶′شرقی / ۷۱٫۴°جنوبی ۵٫۱°شرقی     | —                      |                 | [ ۱ ]    |
| ۱۱ سپتامبر ۵۷۳ | ۱۲:۰۹:۴۸             | ۳۵         | جزئی   | ۰٫۲۲۸۴ | —                   | ۷۱°۲۴′جنوبی ۴°۵۴′شرقی / ۷۱٫۴°جنوبی ۴٫۹°شرقی     | —                      |                 | [ ۱ ]    |
| ۱۰ اکتبر ۵۷۳   | ۲۲:۱۶:۵۶             | ۷۳         | جزئی   | ۰٫۵۴۵۶ | —                   | ۷۱°۳۶′شمالی ۴°۴۸′غربی / ۷۱٫۶°شمالی ۴٫۸°غربی     | —                      |                 | [ ۱ ]    |
| ۷ مارس ۵۷۲     | ۰۸:۳۳:۱۸             | ۴۰         | حلقه‌ای | ۰٫۹۷۲۸ | 02 دقیقه و 36 ثانیه | ۴۱°۱۲′شمالی ۱۱۳°۴۲′شرقی / ۴۱٫۲°شمالی ۱۱۳٫۷°شرقی | ۱۵۴ کیلومتر (۹۶ مایل)  |                 | [ ۱ ]    |
| ۳۱ اوت ۵۷۲     | ۲۳:۳۳:۴۰             | ۴۵         | حلقه‌ای | ۰٫۹۷۹۶ | 02 دقیقه و 01 ثانیه | ۳۶°۰۶′جنوبی ۱۱۱°۴۸′غربی / ۳۶٫۱°جنوبی ۱۱۱٫۸°غربی | ۱۰۹ کیلومتر (۶۸ مایل)  |                 | [ ۱ ]    |
| ۲۴ فوریه ۵۷۱   | ۱۸:۴۸:۱۸             | ۵۰         | کامل   | ۱٫۰۳۱۳ | 03 دقیقه و 04 ثانیه | ۱۱°۱۲′جنوبی ۲۲°۱۲′غربی / ۱۱٫۲°جنوبی ۲۲٫۲°غربی   | ۱۰۶ کیلومتر (۶۶ مایل)  |                 | [ ۱ ]    |
| ۲۱ اوت ۵۷۱     | ۰۳:۵۰:۱۹             | ۵۵         | حلقه‌ای | ۰٫۹۴۳۷ | 07 دقیقه و 18 ثانیه | ۱۳°۱۸′شمالی ۱۶۱°۴۲′غربی / ۱۳٫۳°شمالی ۱۶۱٫۷°غربی | ۲۰۸ کیلومتر (۱۲۹ مایل) |                 | [ ۱ ]    |
| ۱۴ فوریه ۵۷۰   | ۱۰:۱۰:۴۱             | ۶۰         | کامل   | ۱٫۰۵۵۱ | 03 دقیقه و 45 ثانیه | ۵۷°۲۴′جنوبی ۱۲۴°۰۶′شرقی / ۵۷٫۴°جنوبی ۱۲۴٫۱°شرقی | ۲۵۱ کیلومتر (۱۵۶ مایل) |                 | [ ۱ ]    |
| ۱۰ اوت ۵۷۰     | ۰۳:۵۱:۱۶             | ۶۵         | حلقه‌ای | ۰٫۹۳۷۵ | 05 دقیقه و 34 ثانیه | ۶۲°۰۰′شمالی ۱۴۶°۳۰′غربی / ۶۲٫۰°شمالی ۱۴۶٫۵°غربی | ۳۲۸ کیلومتر (۲۰۴ مایل) |                 | [ ۱ ]    |
| ۵ ژانویه ۵۶۹   | ۱۵:۰۰:۲۳             | ۳۲         | جزئی   | ۰٫۴۱۰۹ | —                   | ۶۶°۳۰′شمالی ۳۶°۴۸′شرقی / ۶۶٫۵°شمالی ۳۶٫۸°شرقی   | —                      |                 | [ ۱ ]    |
| ۴ فوریه ۵۶۹    | ۰۲:۱۲:۰۷             | ۷۰         | جزئی   | ۰٫۲۷۷۶ | —                   | ۶۹°۱۲′جنوبی ۱۷°۴۸′شرقی / ۶۹٫۲°جنوبی ۱۷٫۸°شرقی   | —                      |                 | [ ۱ ]    |
| ۲۹ ژوئن ۵۶۹    | ۱۹:۴۸:۳۰             | ۳۷         | جزئی   | ۰٫۴۴۵۸ | —                   | ۶۵°۴۲′جنوبی ۲۹°۳۰′غربی / ۶۵٫۷°جنوبی ۲۹٫۵°غربی   | —                      |                 | [ ۱ ]    |
| ۲۹ ژوئیه ۵۶۹   | ۰۷:۰۳:۵۵             | ۷۵         | جزئی   | ۰٫۲۵۵۹ | —                   | ۶۸°۲۴′شمالی ۴۷°۲۴′غربی / ۶۸٫۴°شمالی ۴۷٫۴°غربی   | —                      |                 | [ ۱ ]    |
| ۲۴ دسامبر ۵۶۹  | ۲۳:۱۳:۴۴             | ۴۲         | حلقه‌ای | ۰٫۹۴۷۰ | 06 دقیقه و 37 ثانیه | ۱۸°۲۴′شمالی ۸۷°۱۸′غربی / ۱۸٫۴°شمالی ۸۷٫۳°غربی   | ۲۶۳ کیلومتر (۱۶۳ مایل) |                 | [ ۱ ]    |
| ۱۹ ژوئن ۵۶۸    | ۰۹:۴۲:۰۸             | ۴۷         | کامل   | ۱٫۰۶۵۹ | 06 دقیقه و 17 ثانیه | ۶°۱۲′جنوبی ۱۱۳°۳۰′شرقی / ۶٫۲°جنوبی ۱۱۳٫۵°شرقی   | ۲۴۸ کیلومتر (۱۵۴ مایل) |                 | [ ۱ ]    |
| ۱۴ دسامبر ۵۶۸  | ۰۰:۱۸:۳۰             | ۵۲         | حلقه‌ای | ۰٫۹۱۸۲ | 10 دقیقه و 42 ثانیه | ۲۳°۴۲′جنوبی ۱۰۹°۴۲′غربی / ۲۳٫۷°جنوبی ۱۰۹٫۷°غربی | ۳۱۱ کیلومتر (۱۹۳ مایل) |                 | [ ۱ ]    |
| ۹ ژوئن ۵۶۷     | ۰۲:۵۳:۴۹             | ۵۷         | کامل   | ۱٫۰۷۹۰ | 06 دقیقه و 15 ثانیه | ۳۶°۱۲′شمالی ۱۵۴°۱۲′غربی / ۳۶٫۲°شمالی ۱۵۴٫۲°غربی | ۲۶۳ کیلومتر (۱۶۳ مایل) |                 | [ ۱ ]    |
| ۲ دسامبر ۵۶۷   | ۲۳:۳۵:۰۵             | ۶۲         | حلقه‌ای | ۰٫۹۲۶۵ | 06 دقیقه و 20 ثانیه | ۶۱°۳۰′جنوبی ۱۲۳°۳۰′غربی / ۶۱٫۵°جنوبی ۱۲۳٫۵°غربی | ۳۷۷ کیلومتر (۲۳۴ مایل) |                 | [ ۱ ]    |
| ۲۹ مه ۵۶۶      | ۱۸:۴۲:۲۲             | ۶۷         | جزئی   | ۰٫۹۶۷۶ | —                   | ۶۳°۰۶′شمالی ۱۶۴°۳۰′غربی / ۶۳٫۱°شمالی ۱۶۴٫۵°غربی | —                      |                 | [ ۱ ]    |
| ۲۳ اکتبر ۵۶۶   | ۱۵:۰۴:۳۹             | ۳۴         | جزئی   | ۰٫۱۲۱۲ | —                   | ۶۱°۱۲′شمالی ۹۸°۵۴′شرقی / ۶۱٫۲°شمالی ۹۸٫۹°شرقی   | —                      |                 | [ ۱ ]    |
| ۲۲ نوامبر ۵۶۶  | ۰۴:۲۲:۱۹             | ۷۲         | جزئی   | ۰٫۴۰۵۵ | —                   | ۶۲°۳۶′جنوبی ۵۵°۴۸′شرقی / ۶۲٫۶°جنوبی ۵۵٫۸°شرقی   | —                      |                 | [ ۱ ]    |
| ۱۸ آوریل ۵۶۵   | ۱۵:۵۰:۴۰             | ۳۹         | حلقه‌ای | ۰٫۹۵۲۳ | 04 دقیقه و 17 ثانیه | ۴۶°۱۲′جنوبی ۵۴°۴۲′شرقی / ۴۶٫۲°جنوبی ۵۴٫۷°شرقی   | ۳۸۲ کیلومتر (۲۳۷ مایل) |                 | [ ۱ ]    |
| ۱۲ اکتبر ۵۶۵   | ۰۵:۳۵:۳۵             | ۴۴         | کامل   | ۱٫۰۴۳۵ | 03 دقیقه و 13 ثانیه | ۳۷°۵۴′شمالی ۱۶۳°۰۶′غربی / ۳۷٫۹°شمالی ۱۶۳٫۱°غربی | ۲۲۱ کیلومتر (۱۳۷ مایل) |                 | [ ۱ ]    |
| ۷ آوریل ۵۶۴    | ۱۶:۳۷:۲۶             | ۴۹         | حلقه‌ای | ۰٫۹۴۴۵ | 06 دقیقه و 20 ثانیه | ۳°۱۲′جنوبی ۱۰°۵۴′شرقی / ۳٫۲°جنوبی ۱۰٫۹°شرقی     | ۲۰۷ کیلومتر (۱۲۹ مایل) |                 | [ ۱ ]    |
| ۱ اکتبر ۵۶۴    | ۲۱:۲۶:۱۵             | ۵۴         | کامل   | ۱٫۰۴۰۲ | 03 دقیقه و 25 ثانیه | ۳°۳۶′شمالی ۶۵°۳۰′غربی / ۳٫۶°شمالی ۶۵٫۵°غربی     | ۱۳۵ کیلومتر (۸۴ مایل)  |                 | [ ۱ ]    |
| ۲۷ مارس ۵۶۳    | ۱۸:۴۶:۴۳             | ۵۹         | حلقه‌ای | ۰٫۹۶۹۵ | 02 دقیقه و 53 ثانیه | ۳۱°۴۸′شمالی ۴۵°۰۰′غربی / ۳۱٫۸°شمالی ۴۵٫۰°غربی   | ۱۳۴ کیلومتر (۸۳ مایل)  |                 | [ ۱ ]    |
| ۲۱ سپتامبر ۵۶۳ | ۰۹:۵۵:۵۰             | ۶۴         | حلقه‌ای | ۰٫۹۸۸۷ | 01 دقیقه و 00 ثانیه | ۳۱°۰۰′جنوبی ۸۳°۵۴′شرقی / ۳۱٫۰°جنوبی ۸۳٫۹°شرقی   | ۵۱ کیلومتر (۳۲ مایل)   |                 | [ ۱ ]    |
| ۱۵ فوریه ۵۶۲   | ۱۷:۵۲:۳۰             | ۳۱         | جزئی   | ۰٫۳۶۷۹ | —                   | ۶۱°۵۴′جنوبی ۱۱۱°۱۲′شرقی / ۶۱٫۹°جنوبی ۱۱۱٫۲°شرقی | —                      |                 | [ ۱ ]    |
| ۱۷ مارس ۵۶۲    | ۰۳:۴۲:۲۶             | ۶۹         | جزئی   | ۰٫۴۳۶۸ | —                   | ۶۰°۴۸′شمالی ۱۲۰°۰۶′شرقی / ۶۰٫۸°شمالی ۱۲۰٫۱°شرقی | —                      |                 | [ ۱ ]    |
| ۱۱ اوت ۵۶۲     | ۲۳:۱۴:۴۸             | ۳۶         | جزئی   | ۰٫۰۸۶۱ | —                   | ۶۲°۱۸′شمالی ۳۴°۱۲′شرقی / ۶۲٫۳°شمالی ۳۴٫۲°شرقی   | —                      |                 | [ ۱ ]    |
| ۱۰ سپتامبر ۵۶۲ | ۱۵:۳۴:۰۱             | ۷۴         | جزئی   | ۰٫۲۶۲۲ | —                   | ۶۱°۰۰′جنوبی ۵۴°۳۰′غربی / ۶۱٫۰°جنوبی ۵۴٫۵°غربی   | —                      |                 | [ ۱ ]    |
| ۵ فوریه ۵۶۱    | ۰۹:۴۸:۵۳             | ۴۱         | کامل   | ۱٫۰۵۳۶ | 03 دقیقه و 37 ثانیه | ۵۳°۳۰′جنوبی ۱۳۵°۲۴′شرقی / ۵۳٫۵°جنوبی ۱۳۵٫۴°شرقی | ۲۲۹ کیلومتر (۱۴۲ مایل) |                 | [ ۱ ]    |
| ۳۰ ژوئیه ۵۶۱   | ۲۳:۲۹:۵۴             | ۴۶         | حلقه‌ای | ۰٫۹۴۵۶ | 04 دقیقه و 16 ثانیه | ۶۶°۰۶′شمالی ۵۹°۴۸′غربی / ۶۶٫۱°شمالی ۵۹٫۸°غربی   | ۳۲۰ کیلومتر (۲۰۰ مایل) |                 | [ ۱ ]    |
| ۲۵ ژانویه ۵۶۰  | ۰۱:۰۵:۱۱             | ۵۱         | کامل   | ۱٫۰۲۴۸ | 02 دقیقه و 22 ثانیه | ۱۷°۴۲′جنوبی ۱۱۸°۰۶′غربی / ۱۷٫۷°جنوبی ۱۱۸٫۱°غربی | ۸۵ کیلومتر (۵۳ مایل)   |                 | [ ۱ ]    |
| ۲۰ ژوئیه ۵۶۰   | ۰۴:۴۰:۵۸             | ۵۶         | مرکب   | ۱٫۰۰۰۶ | 00 دقیقه و 04 ثانیه | ۲۲°۱۸′شمالی ۱۷۵°۰۰′غربی / ۲۲٫۳°شمالی ۱۷۵٫۰°غربی | ۲ کیلومتر (۱٫۲ مایل)   |                 | [ ۱ ]    |
| ۱۴ ژانویه ۵۵۹  | ۱۱:۱۰:۱۴             | ۶۱         | حلقه‌ای | ۰٫۹۶۰۶ | 04 دقیقه و 19 ثانیه | ۲۹°۱۲′شمالی ۷۸°۱۸′شرقی / ۲۹٫۲°شمالی ۷۸٫۳°شرقی   | ۲۳۴ کیلومتر (۱۴۵ مایل) |                 | [ ۱ ]    |
| ۹ ژوئیه ۵۵۹    | ۱۷:۰۹:۵۱             | ۶۶         | کامل   | ۱٫۰۵۰۴ | 04 دقیقه و 39 ثانیه | ۲۴°۴۲′جنوبی ۱۰°۵۴′غربی / ۲۴٫۷°جنوبی ۱۰٫۹°غربی   | ۲۵۲ کیلومتر (۱۵۷ مایل) |                 | [ ۱ ]    |
| ۴ دسامبر ۵۵۹   | ۱۸:۳۳:۰۲             | ۳۳         | جزئی   | ۰٫۰۷۴۷ | —                   | ۶۷°۵۴′جنوبی ۱۶۶°۲۴′شرقی / ۶۷٫۹°جنوبی ۱۶۶٫۴°شرقی | —                      |                 | [ ۱ ]    |
| ۳ ژانویه ۵۵۸   | ۱۳:۴۸:۵۴             | ۷۱         | جزئی   | ۰٫۰۶۲۶ | —                   | ۶۵°۰۰′شمالی ۲۸°۴۲′شرقی / ۶۵٫۰°شمالی ۲۸٫۷°شرقی   | —                      |                 | [ ۱ ]    |
| ۳۱ مه ۵۵۸      | ۰۳:۱۴:۳۰             | ۳۸         | جزئی   | ۰٫۹۳۳۱ | —                   | ۶۸°۲۴′شمالی ۴۱°۳۶′شرقی / ۶۸٫۴°شمالی ۴۱٫۶°شرقی   | —                      |                 | [ ۱ ]    |
| ۲۹ ژوئن ۵۵۸    | ۰۹:۵۶:۰۵             | ۷۶         | جزئی   | ۰٫۱۵۰۲ | —                   | ۶۵°۴۲′جنوبی ۹۲°۲۴′شرقی / ۶۵٫۷°جنوبی ۹۲٫۴°شرقی   | —                      |                 | [ ۱ ]    |
| ۲۳ نوامبر ۵۵۸  | ۱۸:۴۹:۰۷             | ۴۳         | حلقه‌ای | ۰٫۹۳۵۴ | 04 دقیقه و 57 ثانیه | ۷۴°۰۰′جنوبی ۵۵°۳۶′غربی / ۷۴٫۰°جنوبی ۵۵٫۶°غربی   | ۴۳۴ کیلومتر (۲۷۰ مایل) |                 | [ ۱ ]    |
| ۱۹ مه ۵۵۷      | ۱۷:۵۱:۴۴             | ۴۸         | کامل   | ۱٫۰۲۵۸ | 02 دقیقه و 22 ثانیه | ۳۶°۳۶′شمالی ۱۹°۰۰′غربی / ۳۶٫۶°شمالی ۱۹٫۰°غربی   | ۹۲ کیلومتر (۵۷ مایل)   |                 | [ ۱ ]    |
| ۱۲ نوامبر ۵۵۷  | ۰۱:۴۵:۲۴             | ۵۳         | حلقه‌ای | ۰٫۹۹۶۵ | 00 دقیقه و 21 ثانیه | ۲۲°۱۲′جنوبی ۱۳۵°۴۲′غربی / ۲۲٫۲°جنوبی ۱۳۵٫۷°غربی | ۱۲ کیلومتر (۷٫۵ مایل)  |                 | [ ۱ ]    |
| ۹ مه ۵۵۶       | ۰۱:۵۵:۲۹             | ۵۸         | حلقه‌ای | ۰٫۹۷۰۴ | 03 دقیقه و 38 ثانیه | ۱۲°۴۲′جنوبی ۱۲۹°۳۶′غربی / ۱۲٫۷°جنوبی ۱۲۹٫۶°غربی | ۱۲۰ کیلومتر (۷۵ مایل)  |                 | [ ۱ ]    |
| ۱ نوامبر ۵۵۶   | ۱۵:۰۹:۲۸             | ۶۳         | کامل   | ۱٫۰۳۸۵ | 03 دقیقه و 30 ثانیه | ۲۱°۲۴′شمالی ۳۳°۱۸′شرقی / ۲۱٫۴°شمالی ۳۳٫۳°شرقی   | ۱۵۷ کیلومتر (۹۸ مایل)  |                 | [ ۱ ]    |
| ۲۸ آوریل ۵۵۵   | ۰۳:۳۳:۲۰             | ۶۸         | جزئی   | ۰٫۵۲۲۵ | —                   | ۷۰°۵۴′جنوبی ۱۰۶°۳۰′غربی / ۷۰٫۹°جنوبی ۱۰۶٫۵°غربی | —                      |                 | [ ۱ ]    |
| ۲۲ سپتامبر ۵۵۵ | ۲۰:۲۳:۵۱             | ۳۵         | جزئی   | ۰٫۱۷۶۹ | —                   | ۷۱°۴۲′جنوبی ۱۳۳°۴۸′غربی / ۷۱٫۷°جنوبی ۱۳۳٫۸°غربی | —                      |                 | [ ۱ ]    |
| ۲۲ اکتبر ۵۵۵   | ۰۶:۵۶:۵۲             | ۷۳         | جزئی   | ۰٫۵۶۰۹ | —                   | ۷۱°۱۲′شمالی ۱۴۹°۵۴′غربی / ۷۱٫۲°شمالی ۱۴۹٫۹°غربی | —                      |                 | [ ۱ ]    |
| ۱۸ مارس ۵۵۴    | ۱۵:۵۳:۲۲             | ۴۰         | حلقه‌ای | ۰٫۹۷۷۸ | 01 دقیقه و 56 ثانیه | ۴۹°۱۲′شمالی ۳°۴۸′غربی / ۴۹٫۲°شمالی ۳٫۸°غربی     | ۱۴۰ کیلومتر (۸۷ مایل)  |                 | [ ۱ ]    |
| ۱۲ سپتامبر ۵۵۴ | ۰۷:۱۶:۴۳             | ۴۵         | حلقه‌ای | ۰٫۹۷۲۶ | 02 دقیقه و 33 ثانیه | ۴۲°۴۸′جنوبی ۱۲۶°۳۶′شرقی / ۴۲٫۸°جنوبی ۱۲۶٫۶°شرقی | ۱۵۹ کیلومتر (۹۹ مایل)  |                 | [ ۱ ]    |
| ۷ مارس ۵۵۳     | ۰۲:۴۰:۴۸             | ۵۰         | کامل   | ۱٫۰۳۷۴ | 03 دقیقه و 38 ثانیه | ۴°۴۸′جنوبی ۱۴۲°۴۸′غربی / ۴٫۸°جنوبی ۱۴۲٫۸°غربی   | ۱۲۶ کیلومتر (۷۸ مایل)  |                 | [ ۱ ]    |
| ۳۱ اوت ۵۵۳     | ۱۱:۰۱:۳۱             | ۵۵         | حلقه‌ای | ۰٫۹۳۹۱ | 07 دقیقه و 59 ثانیه | ۷°۰۰′شمالی ۸۸°۱۲′شرقی / ۷٫۰°شمالی ۸۸٫۲°شرقی     | ۲۲۷ کیلومتر (۱۴۱ مایل) |                 | [ ۱ ]    |
| ۲۴ فوریه ۵۵۲   | ۱۸:۲۱:۵۶             | ۶۰         | کامل   | ۱٫۰۵۹۳ | 04 دقیقه و 13 ثانیه | ۵۰°۴۲′جنوبی ۰°۵۴′غربی / ۵۰٫۷°جنوبی ۰٫۹°غربی     | ۲۵۷ کیلومتر (۱۶۰ مایل) |                 | [ ۱ ]    |
| ۲۰ اوت ۵۵۲     | ۱۰:۵۱:۳۵             | ۶۵         | حلقه‌ای | ۰٫۹۳۶۵ | 06 دقیقه و 03 ثانیه | ۵۴°۰۰′شمالی ۱۰۶°۳۰′شرقی / ۵۴٫۰°شمالی ۱۰۶٫۵°شرقی | ۳۱۰ کیلومتر (۱۹۰ مایل) |                 | [ ۱ ]    |
| ۱۵ ژانویه ۵۵۱  | ۲۳:۲۷:۲۰             | ۳۲         | جزئی   | ۰٫۳۸۲۹ | —                   | ۶۷°۳۶′شمالی ۱۰۲°۰۰′غربی / ۶۷٫۶°شمالی ۱۰۲٫۰°غربی | —                      |                 | [ ۱ ]    |
| ۱۴ فوریه ۵۵۱   | ۱۰:۲۷:۱۵             | ۷۰         | جزئی   | ۰٫۳۲۱۹ | —                   | ۷۰°۰۶′جنوبی ۱۱۹°۳۰′غربی / ۷۰٫۱°جنوبی ۱۱۹٫۵°غربی | —                      |                 | [ ۱ ]    |
| ۱۱ ژوئیه ۵۵۱   | ۰۲:۵۸:۲۵             | ۳۷         | جزئی   | ۰٫۳۲۷۷ | —                   | ۶۶°۴۲′جنوبی ۱۴۸°۴۲′غربی / ۶۶٫۷°جنوبی ۱۴۸٫۷°غربی | —                      |                 | [ ۱ ]    |
| ۹ اوت ۵۵۱      | ۱۴:۱۷:۴۸             | ۷۵         | جزئی   | ۰٫۳۶۵۱ | —                   | ۶۹°۲۴′شمالی ۱۶۸°۴۸′غربی / ۶۹٫۴°شمالی ۱۶۸٫۸°غربی | —                      |                 | [ ۱ ]    |
| ۵ ژانویه ۵۵۰   | ۰۷:۲۲:۵۷             | ۴۲         | حلقه‌ای | ۰٫۹۴۶۰ | 06 دقیقه و 47 ثانیه | ۱۹°۴۸′شمالی ۱۴۷°۱۲′شرقی / ۱۹٫۸°شمالی ۱۴۷٫۲°شرقی | ۲۷۳ کیلومتر (۱۷۰ مایل) |                 | [ ۱ ]    |
| ۳۰ ژوئن ۵۵۰    | ۱۷:۰۷:۳۵             | ۴۷         | کامل   | ۱٫۰۶۵۷ | 06 دقیقه و 16 ثانیه | ۱۰°۵۴′جنوبی ۰°۱۸′غربی / ۱۰٫۹°جنوبی ۰٫۳°غربی     | ۲۶۱ کیلومتر (۱۶۲ مایل) |                 | [ ۱ ]    |
| ۲۵ دسامبر ۵۵۰  | ۰۸:۱۵:۴۹             | ۵۲         | حلقه‌ای | ۰٫۹۱۸۹ | 10 دقیقه و 50 ثانیه | ۲۳°۵۴′جنوبی ۱۳۱°۱۸′شرقی / ۲۳٫۹°جنوبی ۱۳۱٫۳°شرقی | ۳۰۸ کیلومتر (۱۹۱ مایل) |                 | [ ۱ ]    |
| ۱۹ ژوئن ۵۴۹    | ۱۰:۱۸:۳۸             | ۵۷         | کامل   | ۱٫۰۷۷۲ | 06 دقیقه و 22 ثانیه | ۳۳°۱۸′شمالی ۹۶°۱۲′شرقی / ۳۳٫۳°شمالی ۹۶٫۲°شرقی   | ۲۵۴ کیلومتر (۱۵۸ مایل) |                 | [ ۱ ]    |
| ۱۳ دسامبر ۵۴۹  | ۰۷:۴۳:۳۷             | ۶۲         | حلقه‌ای | ۰٫۹۲۹۱ | 06 دقیقه و 05 ثانیه | ۶۴°۱۲′جنوبی ۱۱۹°۳۶′شرقی / ۶۴٫۲°جنوبی ۱۱۹٫۶°شرقی | ۳۶۲ کیلومتر (۲۲۵ مایل) |                 | [ ۱ ]    |
| ۹ ژوئن ۵۴۸     | ۰۱:۵۱:۲۳             | ۶۷         | کامل   | ۱٫۰۲۶۶ | 01 دقیقه و 28 ثانیه | ۷۶°۲۴′شمالی ۱۱۸°۳۰′شرقی / ۷۶٫۴°شمالی ۱۱۸٫۵°شرقی | ۲۹۲ کیلومتر (۱۸۱ مایل) |                 | [ ۱ ]    |
| ۲ نوامبر ۵۴۸   | ۲۳:۴۱:۵۵             | ۳۴         | جزئی   | ۰٫۱۱۸۲ | —                   | ۶۱°۴۲′شمالی ۴۰°۲۴′غربی / ۶۱٫۷°شمالی ۴۰٫۴°غربی   | —                      |                 | [ ۱ ]    |
| ۲ دسامبر ۵۴۸   | ۱۲:۵۴:۵۰             | ۷۲         | جزئی   | ۰٫۴۱۳۵ | —                   | ۶۳°۲۴′جنوبی ۸۲°۴۲′غربی / ۶۳٫۴°جنوبی ۸۲٫۷°غربی   | —                      |                 | [ ۱ ]    |
| ۲۹ آوریل ۵۴۷   | ۲۲:۲۶:۰۲             | ۳۹         | حلقه‌ای | ۰٫۹۴۸۱ | 04 دقیقه و 20 ثانیه | ۵۵°۱۲′جنوبی ۳۴°۳۶′غربی / ۵۵٫۲°جنوبی ۳۴٫۶°غربی   | ۹۵۴ کیلومتر (۵۹۳ مایل) |                 | [ ۱ ]    |
| ۲۳ اکتبر ۵۴۷   | ۱۴:۱۸:۳۲             | ۴۴         | کامل   | ۱٫۰۴۱۸ | 03 دقیقه و 11 ثانیه | ۳۵°۱۸′شمالی ۶۲°۴۲′شرقی / ۳۵٫۳°شمالی ۶۲٫۷°شرقی   | ۲۱۶ کیلومتر (۱۳۴ مایل) |                 | [ ۱ ]    |
| ۱۸ آوریل ۵۴۶   | ۲۳:۰۹:۱۰             | ۴۹         | حلقه‌ای | ۰٫۹۴۷۰ | 06 دقیقه و 07 ثانیه | ۳°۱۸′جنوبی ۸۷°۱۲′غربی / ۳٫۳°جنوبی ۸۷٫۲°غربی     | ۱۹۹ کیلومتر (۱۲۴ مایل) |                 | [ ۱ ]    |
| ۱۳ اکتبر ۵۴۶   | ۰۵:۵۷:۵۷             | ۵۴         | کامل   | ۱٫۰۳۵۵ | 03 دقیقه و 04 ثانیه | ۰°۰۰′شمالی ۱۶۵°۱۲′شرقی / -۰٫۰°شمالی ۱۶۵٫۲°شرقی  | ۱۲۰ کیلومتر (۷۵ مایل)  |                 | [ ۱ ]    |
| ۷ آوریل ۵۴۵    | ۰۱:۴۵:۱۵             | ۵۹         | حلقه‌ای | ۰٫۹۷۵۸ | 02 دقیقه و 15 ثانیه | ۳۲°۰۰′شمالی ۱۴۹°۱۲′غربی / ۳۲٫۰°شمالی ۱۴۹٫۲°غربی | ۱۰۰ کیلومتر (۶۲ مایل)  |                 | [ ۱ ]    |
| ۱ اکتبر ۵۴۵    | ۱۸:۰۱:۱۹             | ۶۴         | حلقه‌ای | ۰٫۹۸۳۰ | 01 دقیقه و 29 ثانیه | ۳۳°۴۸′جنوبی ۳۹°۲۴′غربی / ۳۳٫۸°جنوبی ۳۹٫۴°غربی   | ۷۵ کیلومتر (۴۷ مایل)   |                 | [ ۱ ]    |
| ۲۶ فوریه ۵۴۴   | ۰۱:۵۷:۰۲             | ۳۱         | جزئی   | ۰٫۳۰۵۸ | —                   | ۶۱°۲۴′جنوبی ۲۰°۰۰′غربی / ۶۱٫۴°جنوبی ۲۰٫۰°غربی   | —                      |                 | [ ۱ ]    |
| ۲۷ مارس ۵۴۴    | ۱۱:۱۵:۲۸             | ۶۹         | جزئی   | ۰٫۵۴۵۰ | —                   | ۶۰°۴۲′شمالی ۳°۰۰′غربی / ۶۰٫۷°شمالی ۳٫۰°غربی     | —                      |                 | [ ۱ ]    |
| ۲۰ سپتامبر ۵۴۴ | ۲۳:۰۶:۰۹             | ۷۴         | جزئی   | ۰٫۳۱۴۸ | —                   | ۶۰°۴۲′جنوبی ۱۷۷°۱۸′غربی / ۶۰٫۷°جنوبی ۱۷۷٫۳°غربی | —                      |                 | [ ۱ ]    |
| ۱۵ فوریه ۵۴۳   | ۱۸:۰۹:۱۶             | ۴۱         | کامل   | ۱٫۰۵۵۸ | 03 دقیقه و 45 ثانیه | ۵۱°۰۰′جنوبی ۱۲°۱۲′شرقی / ۵۱٫۰°جنوبی ۱۲٫۲°شرقی   | ۲۴۵ کیلومتر (۱۵۲ مایل) |                 | [ ۱ ]    |
| ۱۱ اوت ۵۴۳     | ۰۶:۲۵:۳۹             | ۴۶         | حلقه‌ای | ۰٫۹۴۳۵ | 04 دقیقه و 17 ثانیه | ۶۵°۳۶′شمالی ۱۵۲°۴۸′غربی / ۶۵٫۶°شمالی ۱۵۲٫۸°غربی | ۳۸۴ کیلومتر (۲۳۹ مایل) |                 | [ ۱ ]    |
| ۵ فوریه ۵۴۲    | ۰۹:۲۳:۵۸             | ۵۱         | کامل   | ۱٫۰۲۵۰ | 02 دقیقه و 20 ثانیه | ۱۶°۱۸′جنوبی ۱۱۶°۴۸′شرقی / ۱۶٫۳°جنوبی ۱۱۶٫۸°شرقی | ۸۵ کیلومتر (۵۳ مایل)   |                 | [ ۱ ]    |
| ۳۱ ژوئیه ۵۴۲   | ۱۱:۵۶:۰۹             | ۵۶         | مرکب   | ۱٫۰۰۱۵ | 00 دقیقه و 09 ثانیه | ۲۳°۴۸′شمالی ۷۶°۴۲′شرقی / ۲۳٫۸°شمالی ۷۶٫۷°شرقی   | ۵ کیلومتر (۳٫۱ مایل)   |                 | [ ۱ ]    |
| ۲۵ ژانویه ۵۴۱  | ۱۹:۱۲:۵۹             | ۶۱         | حلقه‌ای | ۰٫۹۶۰۶ | 04 دقیقه و 15 ثانیه | ۲۸°۳۶′شمالی ۴۶°۰۶′غربی / ۲۸٫۶°شمالی ۴۶٫۱°غربی   | ۲۲۵ کیلومتر (۱۴۰ مایل) |                 | [ ۱ ]    |
| ۲۰ ژوئیه ۵۴۱   | ۰۰:۴۱:۲۸             | ۶۶         | کامل   | ۱٫۰۵۲۰ | 04 دقیقه و 48 ثانیه | ۱۹°۴۸′جنوبی ۱۲۶°۳۰′غربی / ۱۹٫۸°جنوبی ۱۲۶٫۵°غربی | ۲۳۴ کیلومتر (۱۴۵ مایل) |                 | [ ۱ ]    |
| ۱۵ دسامبر ۵۴۱  | ۰۲:۳۲:۱۸             | ۳۳         | جزئی   | ۰٫۰۶۵۴ | —                   | ۶۶°۴۸′جنوبی ۳۴°۲۴′شرقی / ۶۶٫۸°جنوبی ۳۴٫۴°شرقی   | —                      |                 | [ ۱ ]    |
| ۱۳ ژانویه ۵۴۰  | ۲۱:۳۷:۴۴             | ۷۱         | جزئی   | ۰٫۰۸۵۹ | —                   | ۶۴°۰۰′شمالی ۹۹°۲۴′غربی / ۶۴٫۰°شمالی ۹۹٫۴°غربی   | —                      |                 | [ ۱ ]    |
| ۱۰ ژوئن ۵۴۰    | ۱۰:۳۷:۲۵             | ۳۸         | جزئی   | ۰٫۷۸۸۹ | —                   | ۶۷°۲۴′شمالی ۸۱°۳۰′غربی / ۶۷٫۴°شمالی ۸۱٫۵°غربی   | —                      |                 | [ ۱ ]    |
| ۹ ژوئیه ۵۴۰    | ۱۷:۲۹:۴۷             | ۷۶         | جزئی   | ۰٫۲۷۵۹ | —                   | ۶۴°۴۸′جنوبی ۳۲°۱۸′غربی / ۶۴٫۸°جنوبی ۳۲٫۳°غربی   | —                      |                 | [ ۱ ]    |
| ۴ دسامبر ۵۴۰   | ۰۳:۰۳:۴۵             | ۴۳         | حلقه‌ای | ۰٫۹۳۷۸ | 04 دقیقه و 39 ثانیه | ۷۷°۳۶′جنوبی ۱۷۰°۱۲′غربی / ۷۷٫۶°جنوبی ۱۷۰٫۲°غربی | ۴۱۹ کیلومتر (۲۶۰ مایل) |                 | [ ۱ ]    |
| ۳۱ مه ۵۳۹      | ۰۰:۵۴:۳۵             | ۴۸         | کامل   | ۱٫۰۲۱۸ | 01 دقیقه و 55 ثانیه | ۴۴°۰۰′شمالی ۱۲۵°۲۴′غربی / ۴۴٫۰°شمالی ۱۲۵٫۴°غربی | ۸۱ کیلومتر (۵۰ مایل)   |                 | [ ۱ ]    |
| ۲۳ نوامبر ۵۳۹  | ۱۰:۲۳:۳۵             | ۵۳         | حلقه‌ای | ۰٫۹۹۸۹ | 00 دقیقه و 06 ثانیه | ۲۵°۱۸′جنوبی ۹۴°۲۴′شرقی / ۲۵٫۳°جنوبی ۹۴٫۴°شرقی   | ۴ کیلومتر (۲٫۵ مایل)   |                 | [ ۱ ]    |
| ۲۰ مه ۵۳۸      | ۰۸:۲۹:۰۵             | ۵۸         | حلقه‌ای | ۰٫۹۶۹۰ | 03 دقیقه و 58 ثانیه | ۴°۴۲′جنوبی ۱۲۸°۰۶′شرقی / ۴٫۷°جنوبی ۱۲۸٫۱°شرقی   | ۱۲۱ کیلومتر (۷۵ مایل)  |                 | [ ۱ ]    |
| ۱۲ نوامبر ۵۳۸  | ۲۳:۵۹:۲۹             | ۶۳         | کامل   | ۱٫۰۳۸۷ | 03 دقیقه و 36 ثانیه | ۱۸°۰۰′شمالی ۱۰۲°۰۶′غربی / ۱۸٫۰°شمالی ۱۰۲٫۱°غربی | ۱۵۸ کیلومتر (۹۸ مایل)  |                 | [ ۱ ]    |
| ۸ مه ۵۳۷       | ۰۹:۵۴:۵۲             | ۶۸         | جزئی   | ۰٫۶۶۷۰ | —                   | ۷۰°۱۲′جنوبی ۱۴۴°۰۰′شرقی / ۷۰٫۲°جنوبی ۱۴۴٫۰°شرقی | —                      |                 | [ ۱ ]    |
| ۳ اکتبر ۵۳۷    | ۰۴:۴۶:۰۱             | ۳۵         | جزئی   | ۰٫۱۳۸۹ | —                   | ۷۱°۴۲′جنوبی ۸۵°۱۸′شرقی / ۷۱٫۷°جنوبی ۸۵٫۳°شرقی   | —                      |                 | [ ۱ ]    |
| ۱ نوامبر ۵۳۷   | ۱۵:۴۲:۲۲             | ۷۳         | جزئی   | ۰٫۵۶۶۹ | —                   | ۷۰°۳۶′شمالی ۶۴°۰۶′شرقی / ۷۰٫۶°شمالی ۶۴٫۱°شرقی   | —                      |                 | [ ۱ ]    |
| ۲۸ مارس ۵۳۶    | ۲۳:۰۵:۲۰             | ۴۰         | حلقه‌ای | ۰٫۹۸۲۳ | 01 دقیقه و 23 ثانیه | ۵۸°۲۴′شمالی ۱۲۲°۵۴′غربی / ۵۸٫۴°شمالی ۱۲۲٫۹°غربی | ۱۳۶ کیلومتر (۸۵ مایل)  |                 | [ ۱ ]    |
| ۲۲ سپتامبر ۵۳۶ | ۱۵:۰۸:۱۵             | ۴۵         | حلقه‌ای | ۰٫۹۶۵۹ | 03 دقیقه و 01 ثانیه | ۴۹°۱۸′جنوبی ۲°۳۶′شرقی / ۴۹٫۳°جنوبی ۲٫۶°شرقی     | ۲۱۴ کیلومتر (۱۳۳ مایل) |                 | [ ۱ ]    |
| ۱۸ مارس ۵۳۵    | ۱۰:۲۶:۳۴             | ۵۰         | کامل   | ۱٫۰۴۳۳ | 04 دقیقه و 08 ثانیه | ۲°۰۶′شمالی ۹۷°۴۸′شرقی / ۲٫۱°شمالی ۹۷٫۸°شرقی     | ۱۴۵ کیلومتر (۹۰ مایل)  |                 | [ ۱ ]    |
| ۱۱ سپتامبر ۵۳۵ | ۱۸:۲۰:۱۲             | ۵۵         | حلقه‌ای | ۰٫۹۳۴۶ | 08 دقیقه و 34 ثانیه | ۰°۳۶′شمالی ۲۴°۰۰′غربی / ۰٫۶°شمالی ۲۴٫۰°غربی     | ۲۴۵ کیلومتر (۱۵۲ مایل) |                 | [ ۱ ]    |
| ۸ مارس ۵۳۴     | ۰۲:۲۶:۲۲             | ۶۰         | کامل   | ۱٫۰۶۳۵ | 04 دقیقه و 44 ثانیه | ۴۳°۳۰′جنوبی ۱۲۵°۱۸′غربی / ۴۳٫۵°جنوبی ۱۲۵٫۳°غربی | ۲۶۲ کیلومتر (۱۶۳ مایل) |                 | [ ۱ ]    |
| ۳۱ اوت ۵۳۴     | ۱۸:۰۰:۴۴             | ۶۵         | حلقه‌ای | ۰٫۹۳۵۳ | 06 دقیقه و 34 ثانیه | ۴۶°۳۰′شمالی ۳°۲۴′غربی / ۴۶٫۵°شمالی ۳٫۴°غربی     | ۲۹۹ کیلومتر (۱۸۶ مایل) |                 | [ ۱ ]    |
| ۲۷ ژانویه ۵۳۳  | ۰۷:۴۶:۵۲             | ۳۲         | جزئی   | ۰٫۳۴۴۸ | —                   | ۶۸°۳۶′شمالی ۱۲۰°۳۰′شرقی / ۶۸٫۶°شمالی ۱۲۰٫۵°شرقی | —                      |                 | [ ۱ ]    |
| ۲۵ فوریه ۵۳۳   | ۱۸:۳۳:۱۸             | ۷۰         | جزئی   | ۰٫۳۷۸۷ | —                   | ۷۰°۴۸′جنوبی ۱۰۴°۴۸′شرقی / ۷۰٫۸°جنوبی ۱۰۴٫۸°شرقی | —                      |                 | [ ۱ ]    |
| ۲۱ ژوئیه ۵۳۳   | ۱۰:۱۴:۵۰             | ۳۷         | جزئی   | ۰٫۲۱۷۵ | —                   | ۶۷°۴۲′جنوبی ۹۰°۰۶′شرقی / ۶۷٫۷°جنوبی ۹۰٫۱°شرقی   | —                      |                 | [ ۱ ]    |
| ۱۹ اوت ۵۳۳     | ۲۱:۴۱:۲۶             | ۷۵         | جزئی   | ۰٫۴۶۲۴ | —                   | ۷۰°۱۲′شمالی ۶۶°۴۲′شرقی / ۷۰٫۲°شمالی ۶۶٫۷°شرقی   | —                      |                 | [ ۱ ]    |
| ۱۵ ژانویه ۵۳۲  | ۱۵:۲۵:۳۹             | ۴۲         | حلقه‌ای | ۰٫۹۴۵۵ | 06 دقیقه و 47 ثانیه | ۲۲°۱۸′شمالی ۲۳°۰۶′شرقی / ۲۲٫۳°شمالی ۲۳٫۱°شرقی   | ۲۸۱ کیلومتر (۱۷۵ مایل) |                 | [ ۱ ]    |
| ۱۱ ژوئیه ۵۳۲   | ۰۰:۳۸:۱۷             | ۴۷         | کامل   | ۱٫۰۶۴۸ | 06 دقیقه و 05 ثانیه | ۱۶°۲۴′جنوبی ۱۱۶°۰۰′غربی / ۱۶٫۴°جنوبی ۱۱۶٫۰°غربی | ۲۷۵ کیلومتر (۱۷۱ مایل) |                 | [ ۱ ]    |
| ۴ ژانویه ۵۳۱   | ۱۶:۰۸:۲۳             | ۵۲         | حلقه‌ای | ۰٫۹۲۰۲ | 10 دقیقه و 50 ثانیه | ۲۲°۵۴′جنوبی ۱۳°۲۴′شرقی / ۲۲٫۹°جنوبی ۱۳٫۴°شرقی   | ۳۰۲ کیلومتر (۱۸۸ مایل) |                 | [ ۱ ]    |
| ۳۰ ژوئن ۵۳۱    | ۱۷:۴۶:۵۷             | ۵۷         | کامل   | ۱٫۰۷۴۸ | 06 دقیقه و 25 ثانیه | ۲۹°۳۶′شمالی ۱۵°۰۰′غربی / ۲۹٫۶°شمالی ۱۵٫۰°غربی   | ۲۴۴ کیلومتر (۱۵۲ مایل) |                 | [ ۱ ]    |
| ۲۴ دسامبر ۵۳۱  | ۱۵:۵۰:۲۲             | ۶۲         | حلقه‌ای | ۰٫۹۳۲۳ | 05 دقیقه و 49 ثانیه | ۶۵°۲۴′جنوبی ۵°۱۸′شرقی / ۶۵٫۴°جنوبی ۵٫۳°شرقی     | ۳۴۲ کیلومتر (۲۱۳ مایل) |                 | [ ۱ ]    |
| ۲۰ ژوئن ۵۳۰    | ۰۸:۵۹:۴۷             | ۶۷         | کامل   | ۱٫۰۲۵۳ | 01 دقیقه و 30 ثانیه | ۸۰°۰۶′شمالی ۵۹°۴۲′شرقی / ۸۰٫۱°شمالی ۵۹٫۷°شرقی   | ۱۸۰ کیلومتر (۱۱۰ مایل) |                 | [ ۱ ]    |
| ۱۴ نوامبر ۵۳۰  | ۰۸:۲۳:۱۱             | ۳۴         | جزئی   | ۰٫۱۱۹۵ | —                   | ۶۲°۱۲′شمالی ۱۷۹°۱۲′شرقی / ۶۲٫۲°شمالی ۱۷۹٫۲°شرقی | —                      |                 | [ ۱ ]    |
| ۱۳ دسامبر ۵۳۰  | ۲۱:۲۷:۱۰             | ۷۲         | جزئی   | ۰٫۴۲۲۸ | —                   | ۶۴°۲۴′جنوبی ۱۳۸°۲۴′شرقی / ۶۴٫۴°جنوبی ۱۳۸٫۴°شرقی | —                      |                 | [ ۱ ]    |
| ۱۰ مه ۵۲۹      | ۰۴:۵۶:۰۱             | ۳۹         | جزئی   | ۰٫۸۵۶۸ | —                   | ۶۱°۴۸′جنوبی ۱۲۴°۳۶′غربی / ۶۱٫۸°جنوبی ۱۲۴٫۶°غربی | —                      |                 | [ ۱ ]    |
| ۲ نوامبر ۵۲۹   | ۲۳:۰۵:۴۶             | ۴۴         | کامل   | ۱٫۰۴۰۶ | 03 دقیقه و 13 ثانیه | ۳۳°۰۰′شمالی ۷۲°۵۴′غربی / ۳۳٫۰°شمالی ۷۲٫۹°غربی   | ۲۱۳ کیلومتر (۱۳۲ مایل) |                 | [ ۱ ]    |
| ۲۹ آوریل ۵۲۸   | ۰۵:۳۶:۲۹             | ۴۹         | حلقه‌ای | ۰٫۹۴۹۲ | 06 دقیقه و 01 ثانیه | ۴°۰۶′جنوبی ۱۷۵°۴۲′شرقی / ۴٫۱°جنوبی ۱۷۵٫۷°شرقی   | ۱۹۵ کیلومتر (۱۲۱ مایل) |                 | [ ۱ ]    |
| ۲۳ اکتبر ۵۲۸   | ۱۴:۳۵:۱۷             | ۵۴         | کامل   | ۱٫۰۳۱۳ | 02 دقیقه و 46 ثانیه | ۳°۴۲′جنوبی ۳۴°۲۴′شرقی / ۳٫۷°جنوبی ۳۴٫۴°شرقی     | ۱۰۶ کیلومتر (۶۶ مایل)  |                 | [ ۱ ]    |
| ۱۸ آوریل ۵۲۷   | ۰۸:۳۹:۲۳             | ۵۹         | حلقه‌ای | ۰٫۹۸۱۸ | 01 دقیقه و 42 ثانیه | ۳۲°۱۲′شمالی ۱۰۸°۰۶′شرقی / ۳۲٫۲°شمالی ۱۰۸٫۱°شرقی | ۷۲ کیلومتر (۴۵ مایل)   |                 | [ ۱ ]    |
| ۱۳ اکتبر ۵۲۷   | ۰۲:۱۲:۲۹             | ۶۴         | حلقه‌ای | ۰٫۹۷۷۷ | 01 دقیقه و 56 ثانیه | ۳۷°۱۸′جنوبی ۱۶۴°۰۰′غربی / ۳۷٫۳°جنوبی ۱۶۴٫۰°غربی | ۹۸ کیلومتر (۶۱ مایل)   |                 | [ ۱ ]    |
| ۹ مارس ۵۲۶     | ۰۹:۵۳:۴۱             | ۳۱         | جزئی   | ۰٫۲۳۰۰ | —                   | ۶۱°۰۶′جنوبی ۱۴۹°۰۶′غربی / ۶۱٫۱°جنوبی ۱۴۹٫۱°غربی | —                      |                 | [ ۱ ]    |
| ۷ آوریل ۵۲۶    | ۱۸:۴۲:۲۱             | ۶۹         | جزئی   | ۰٫۶۶۵۵ | —                   | ۶۰°۴۸′شمالی ۱۲۴°۳۰′غربی / ۶۰٫۸°شمالی ۱۲۴٫۵°غربی | —                      |                 | [ ۱ ]    |
| ۲ اکتبر ۵۲۶    | ۰۶:۴۶:۲۸             | ۷۴         | جزئی   | ۰٫۳۵۵۲ | —                   | ۶۰°۴۲′جنوبی ۵۷°۴۸′شرقی / ۶۰٫۷°جنوبی ۵۷٫۸°شرقی   | —                      |                 | [ ۱ ]    |
| ۲۷ فوریه ۵۲۵   | ۰۲:۱۹:۰۹             | ۴۱         | کامل   | ۱٫۰۵۷۸ | 03 دقیقه و 52 ثانیه | ۴۸°۵۴′جنوبی ۱۰۸°۵۴′غربی / ۴۸٫۹°جنوبی ۱۰۸٫۹°غربی | ۲۶۵ کیلومتر (۱۶۵ مایل) |                 | [ ۱ ]    |
| ۲۱ اوت ۵۲۵     | ۱۳:۳۲:۲۰             | ۴۶         | حلقه‌ای | ۰٫۹۴۱۲ | 04 دقیقه و 20 ثانیه | ۶۴°۱۲′شمالی ۱۰۹°۱۸′شرقی / ۶۴٫۲°شمالی ۱۰۹٫۳°شرقی | ۴۸۴ کیلومتر (۳۰۱ مایل) |                 | [ ۱ ]    |
| ۱۵ فوریه ۵۲۴   | ۱۷:۳۲:۲۹             | ۵۱         | کامل   | ۱٫۰۲۵۲ | 02 دقیقه و 19 ثانیه | ۱۴°۳۶′جنوبی ۵°۴۸′غربی / ۱۴٫۶°جنوبی ۵٫۸°غربی     | ۸۶ کیلومتر (۵۳ مایل)   |                 | [ ۱ ]    |
| ۱۰ اوت ۵۲۴     | ۱۹:۲۰:۴۹             | ۵۶         | مرکب   | ۱٫۰۰۲۰ | 00 دقیقه و 12 ثانیه | ۲۴°۰۶′شمالی ۳۴°۰۰′غربی / ۲۴٫۱°شمالی ۳۴٫۰°غربی   | ۷ کیلومتر (۴٫۳ مایل)   |                 | [ ۱ ]    |
| ۵ فوریه ۵۲۳    | ۰۳:۰۶:۴۴             | ۶۱         | حلقه‌ای | ۰٫۹۶۰۹ | 04 دقیقه و 08 ثانیه | ۲۸°۱۲′شمالی ۱۶۷°۴۸′غربی / ۲۸٫۲°شمالی ۱۶۷٫۸°غربی | ۲۱۲ کیلومتر (۱۳۲ مایل) |                 | [ ۱ ]    |
| ۳۱ ژوئیه ۵۲۳   | ۰۸:۲۰:۰۵             | ۶۶         | کامل   | ۱٫۰۵۲۷ | 04 دقیقه و 49 ثانیه | ۱۶°۳۰′جنوبی ۱۱۶°۳۶′شرقی / ۱۶٫۵°جنوبی ۱۱۶٫۶°شرقی | ۲۲۱ کیلومتر (۱۳۷ مایل) |                 | [ ۱ ]    |
| ۲۶ دسامبر ۵۲۳  | ۱۰:۳۰:۱۰             | ۳۳         | جزئی   | ۰٫۰۵۴۳ | —                   | ۶۵°۴۲′جنوبی ۹۶°۴۲′غربی / ۶۵٫۷°جنوبی ۹۶٫۷°غربی   | —                      |                 | [ ۱ ]    |
| ۲۵ ژانویه ۵۲۲  | ۰۵:۲۰:۱۰             | ۷۱         | جزئی   | ۰٫۱۱۷۰ | —                   | ۶۳°۰۶′شمالی ۱۳۴°۲۴′شرقی / ۶۳٫۱°شمالی ۱۳۴٫۴°شرقی | —                      |                 | [ ۱ ]    |
| ۲۱ ژوئن ۵۲۲    | ۱۷:۵۸:۵۹             | ۳۸         | جزئی   | ۰٫۶۴۴۴ | —                   | ۶۶°۲۴′شمالی ۱۵۶°۱۲′شرقی / ۶۶٫۴°شمالی ۱۵۶٫۲°شرقی | —                      |                 | [ ۱ ]    |
| ۲۱ ژوئیه ۵۲۲   | ۰۱:۰۶:۱۷             | ۷۶         | جزئی   | ۰٫۳۹۶۴ | —                   | ۶۳°۵۴′جنوبی ۱۵۷°۲۴′غربی / ۶۳٫۹°جنوبی ۱۵۷٫۴°غربی | —                      |                 | [ ۱ ]    |
| ۱۵ دسامبر ۵۲۲  | ۱۱:۱۹:۵۴             | ۴۳         | حلقه‌ای | ۰٫۹۴۰۹ | 04 دقیقه و 20 ثانیه | ۷۹°۴۲′جنوبی ۸۴°۰۶′شرقی / ۷۹٫۷°جنوبی ۸۴٫۱°شرقی   | ۳۹۷ کیلومتر (۲۴۷ مایل) |                 | [ ۱ ]    |
| ۱۰ ژوئن ۵۲۱    | ۰۷:۵۴:۴۱             | ۴۸         | کامل   | ۱٫۰۱۷۰ | 01 دقیقه و 26 ثانیه | ۵۱°۰۰′شمالی ۱۳۰°۳۶′شرقی / ۵۱٫۰°شمالی ۱۳۰٫۶°شرقی | ۶۶ کیلومتر (۴۱ مایل)   |                 | [ ۱ ]    |
| ۳ دسامبر ۵۲۱   | ۱۹:۰۳:۲۷             | ۵۳         | مرکب   | ۱٫۰۰۱۹ | 00 دقیقه و 11 ثانیه | ۲۷°۴۲′جنوبی ۳۵°۱۸′غربی / ۲۷٫۷°جنوبی ۳۵٫۳°غربی   | ۷ کیلومتر (۴٫۳ مایل)   |                 | [ ۱ ]    |
| ۳۰ مه ۵۲۰      | ۱۵:۰۰:۴۴             | ۵۸         | حلقه‌ای | ۰٫۹۶۷۱ | 04 دقیقه و 19 ثانیه | ۲°۴۸′شمالی ۲۷°۰۶′شرقی / ۲٫۸°شمالی ۲۷٫۱°شرقی     | ۱۲۵ کیلومتر (۷۸ مایل)  |                 | [ ۱ ]    |
| ۲۳ نوامبر ۵۲۰  | ۰۸:۵۱:۵۴             | ۶۳         | کامل   | ۱٫۰۳۹۳ | 03 دقیقه و 44 ثانیه | ۱۵°۱۲′شمالی ۱۲۲°۰۰′شرقی / ۱۵٫۲°شمالی ۱۲۲٫۰°شرقی | ۱۶۰ کیلومتر (۹۹ مایل)  |                 | [ ۱ ]    |
| ۱۹ مه ۵۱۹      | ۱۶:۱۴:۵۱             | ۶۸         | جزئی   | ۰٫۸۱۴۴ | —                   | ۶۹°۱۸′جنوبی ۳۵°۳۰′شرقی / ۶۹٫۳°جنوبی ۳۵٫۵°شرقی   | —                      |                 | [ ۱ ]    |
| ۱۴ اکتبر ۵۱۹   | ۱۳:۱۲:۴۷             | ۳۵         | جزئی   | ۰٫۱۰۹۰ | —                   | ۷۱°۳۰′جنوبی ۵۶°۳۶′غربی / ۷۱٫۵°جنوبی ۵۶٫۶°غربی   | —                      |                 | [ ۱ ]    |
| ۱۳ نوامبر ۵۱۹  | ۰۰:۳۰:۰۸             | ۷۳         | جزئی   | ۰٫۵۶۸۴ | —                   | ۶۹°۴۸′شمالی ۸۱°۴۸′غربی / ۶۹٫۸°شمالی ۸۱٫۸°غربی   | —                      |                 | [ ۱ ]    |
| ۹ آوریل ۵۱۸    | ۰۶:۱۳:۳۴             | ۴۰         | حلقه‌ای | ۰٫۹۸۵۸ | 00 دقیقه و 59 ثانیه | ۶۸°۲۴′شمالی ۱۰۸°۱۲′شرقی / ۶۸٫۴°شمالی ۱۰۸٫۲°شرقی | ۱۶۱ کیلومتر (۱۰۰ مایل) |                 | [ ۱ ]    |
| ۳ اکتبر ۵۱۸    | ۲۳:۰۵:۵۲             | ۴۵         | حلقه‌ای | ۰٫۹۵۹۷ | 03 دقیقه و 23 ثانیه | ۵۵°۲۴′جنوبی ۱۲۳°۱۸′غربی / ۵۵٫۴°جنوبی ۱۲۳٫۳°غربی | ۲۷۳ کیلومتر (۱۷۰ مایل) |                 | [ ۱ ]    |
| ۲۸ مارس ۵۱۷    | ۱۸:۰۵:۰۸             | ۵۰         | کامل   | ۱٫۰۴۸۹ | 04 دقیقه و 34 ثانیه | ۹°۳۰′شمالی ۲۰°۰۶′غربی / ۹٫۵°شمالی ۲۰٫۱°غربی     | ۱۶۴ کیلومتر (۱۰۲ مایل) |                 | [ ۱ ]    |
| ۲۲ سپتامبر ۵۱۷ | ۰۱:۴۷:۵۹             | ۵۵         | حلقه‌ای | ۰٫۹۳۰۵ | 09 دقیقه و 04 ثانیه | ۵°۳۰′جنوبی ۱۳۸°۳۰′غربی / ۵٫۵°جنوبی ۱۳۸٫۵°غربی   | ۲۶۳ کیلومتر (۱۶۳ مایل) |                 | [ ۱ ]    |
| ۱۸ مارس ۵۱۶    | ۱۰:۲۲:۳۳             | ۶۰         | کامل   | ۱٫۰۶۷۳ | 05 دقیقه و 15 ثانیه | ۳۶°۰۶′جنوبی ۱۱۱°۴۸′شرقی / ۳۶٫۱°جنوبی ۱۱۱٫۸°شرقی | ۲۶۵ کیلومتر (۱۶۵ مایل) |                 | [ ۱ ]    |
| ۱۱ سپتامبر ۵۱۶ | ۰۱:۲۰:۲۲             | ۶۵         | حلقه‌ای | ۰٫۹۳۴۳ | 07 دقیقه و 03 ثانیه | ۳۹°۲۴′شمالی ۱۱۶°۰۶′غربی / ۳۹٫۴°شمالی ۱۱۶٫۱°غربی | ۲۹۳ کیلومتر (۱۸۲ مایل) |                 | [ ۱ ]    |
| ۶ فوریه ۵۱۵    | ۱۵:۵۶:۴۸             | ۳۲         | جزئی   | ۰٫۲۹۴۲ | —                   | ۶۹°۳۶′شمالی ۱۵°۱۲′غربی / ۶۹٫۶°شمالی ۱۵٫۲°غربی   | —                      |                 | [ ۱ ]    |
| ۸ مارس ۵۱۵     | ۰۲:۳۰:۰۹             | ۷۰         | جزئی   | ۰٫۴۴۸۱ | —                   | ۷۱°۱۸′جنوبی ۲۹°۰۶′غربی / ۷۱٫۳°جنوبی ۲۹٫۱°غربی   | —                      |                 | [ ۱ ]    |
| ۱ اوت ۵۱۵      | ۱۷:۴۰:۳۲             | ۳۷         | جزئی   | ۰٫۱۲۰۰ | —                   | ۶۸°۳۶′جنوبی ۳۴°۰۰′غربی / ۶۸٫۶°جنوبی ۳۴٫۰°غربی   | —                      |                 | [ ۱ ]    |
| ۳۱ اوت ۵۱۵     | ۰۵:۱۶:۰۱             | ۷۵         | جزئی   | ۰٫۵۴۵۶ | —                   | ۷۱°۰۰′شمالی ۶۱°۱۲′غربی / ۷۱٫۰°شمالی ۶۱٫۲°غربی   | —                      |                 | [ ۱ ]    |
| ۲۶ ژانویه ۵۱۴  | ۲۳:۱۹:۰۸             | ۴۲         | حلقه‌ای | ۰٫۹۴۵۲ | 06 دقیقه و 38 ثانیه | ۲۵°۵۴′شمالی ۹۹°۰۶′غربی / ۲۵٫۹°شمالی ۹۹٫۱°غربی   | ۲۹۱ کیلومتر (۱۸۱ مایل) |                 | [ ۱ ]    |
| ۲۲ ژوئیه ۵۱۴   | ۰۸:۱۴:۰۷             | ۴۷         | کامل   | ۱٫۰۶۳۰ | 05 دقیقه و 44 ثانیه | ۲۲°۲۴′جنوبی ۱۲۶°۱۲′شرقی / ۲۲٫۴°جنوبی ۱۲۶٫۲°شرقی | ۲۸۹ کیلومتر (۱۸۰ مایل) |                 | [ ۱ ]    |
| ۱۵ ژانویه ۵۱۳  | ۲۳:۵۴:۱۶             | ۵۲         | حلقه‌ای | ۰٫۹۲۲۲ | 10 دقیقه و 41 ثانیه | ۲۰°۴۲′جنوبی ۱۰۳°۱۲′غربی / ۲۰٫۷°جنوبی ۱۰۳٫۲°غربی | ۲۹۴ کیلومتر (۱۸۳ مایل) |                 | [ ۱ ]    |
| ۱۱ ژوئیه ۵۱۳   | ۰۱:۱۸:۲۱             | ۵۷         | کامل   | ۱٫۰۷۱۴ | 06 دقیقه و 21 ثانیه | ۲۵°۱۲′شمالی ۱۲۷°۴۲′غربی / ۲۵٫۲°شمالی ۱۲۷٫۷°غربی | ۲۳۲ کیلومتر (۱۴۴ مایل) |                 | [ ۱ ]    |
| ۳ ژانویه ۵۱۲   | ۲۳:۵۲:۵۱             | ۶۲         | حلقه‌ای | ۰٫۹۳۶۲ | 05 دقیقه و 31 ثانیه | ۶۴°۵۴′جنوبی ۱۰۷°۰۶′غربی / ۶۴٫۹°جنوبی ۱۰۷٫۱°غربی | ۳۱۷ کیلومتر (۱۹۷ مایل) |                 | [ ۱ ]    |
| ۳۰ ژوئن ۵۱۲    | ۱۶:۰۹:۵۸             | ۶۷         | کامل   | ۱٫۰۲۲۳ | 01 دقیقه و 26 ثانیه | ۷۷°۰۰′شمالی ۹°۱۲′غربی / ۷۷٫۰°شمالی ۹٫۲°غربی     | ۱۲۹ کیلومتر (۸۰ مایل)  |                 | [ ۱ ]    |
| ۲۴ نوامبر ۵۱۲  | ۱۷:۰۸:۱۹             | ۳۴         | جزئی   | ۰٫۱۲۵۷ | —                   | ۶۳°۰۰′شمالی ۳۷°۳۶′شرقی / ۶۳٫۰°شمالی ۳۷٫۶°شرقی   | —                      |                 | [ ۱ ]    |
| ۲۴ دسامبر ۵۱۲  | ۰۵:۵۸:۵۲             | ۷۲         | جزئی   | ۰٫۴۳۳۵ | —                   | ۶۵°۲۴′جنوبی ۰°۳۶′غربی / ۶۵٫۴°جنوبی ۰٫۶°غربی     | —                      |                 | [ ۱ ]    |
| ۲۱ مه ۵۱۱      | ۱۱:۲۱:۳۶             | ۳۹         | جزئی   | ۰٫۷۰۴۸ | —                   | ۶۲°۳۰′جنوبی ۱۲۸°۴۸′شرقی / ۶۲٫۵°جنوبی ۱۲۸٫۸°شرقی | —                      |                 | [ ۱ ]    |
| ۱۴ نوامبر ۵۱۱  | ۰۷:۵۷:۱۷             | ۴۴         | کامل   | ۱٫۰۳۹۷ | 03 دقیقه و 16 ثانیه | ۳۱°۰۰′شمالی ۱۵۰°۱۲′شرقی / ۳۱٫۰°شمالی ۱۵۰٫۲°شرقی | ۲۱۱ کیلومتر (۱۳۱ مایل) |                 | [ ۱ ]    |
| ۱۰ مه ۵۱۰      | ۱۲:۰۰:۰۳             | ۴۹         | حلقه‌ای | ۰٫۹۵۱۰ | 05 دقیقه و 57 ثانیه | ۵°۴۸′جنوبی ۷۹°۲۴′شرقی / ۵٫۸°جنوبی ۷۹٫۴°شرقی     | ۱۹۴ کیلومتر (۱۲۱ مایل) |                 | [ ۱ ]    |
| ۳ نوامبر ۵۱۰   | ۲۳:۱۷:۳۵             | ۵۴         | کامل   | ۱٫۰۲۷۵ | 02 دقیقه و 29 ثانیه | ۷°۱۸′جنوبی ۹۷°۳۶′غربی / ۷٫۳°جنوبی ۹۷٫۶°غربی     | ۹۴ کیلومتر (۵۸ مایل)   |                 | [ ۱ ]    |
| ۲۸ آوریل ۵۰۹   | ۱۵:۲۹:۳۲             | ۵۹         | حلقه‌ای | ۰٫۹۸۷۴ | 01 دقیقه و 11 ثانیه | ۳۲°۰۶′شمالی ۶°۵۴′شرقی / ۳۲٫۱°شمالی ۶٫۹°شرقی     | ۴۸ کیلومتر (۳۰ مایل)   |                 | [ ۱ ]    |
| ۲۳ اکتبر ۵۰۹   | ۱۰:۲۹:۴۳             | ۶۴         | حلقه‌ای | ۰٫۹۷۲۷ | 02 دقیقه و 20 ثانیه | ۴۱°۱۲′جنوبی ۷۰°۰۶′شرقی / ۴۱٫۲°جنوبی ۷۰٫۱°شرقی   | ۱۲۰ کیلومتر (۷۵ مایل)  |                 | [ ۱ ]    |
| ۱۹ مارس ۵۰۸    | ۱۷:۴۴:۲۸             | ۳۱         | جزئی   | ۰٫۱۴۳۱ | —                   | ۶۰°۵۴′جنوبی ۸۳°۱۸′شرقی / ۶۰٫۹°جنوبی ۸۳٫۳°شرقی   | —                      |                 | [ ۱ ]    |
| ۱۸ آوریل ۵۰۸   | ۰۲:۰۶:۰۴             | ۶۹         | جزئی   | ۰٫۷۹۴۲ | —                   | ۶۱°۰۰′شمالی ۱۱۴°۴۲′شرقی / ۶۱٫۰°شمالی ۱۱۴٫۷°شرقی | —                      |                 | [ ۱ ]    |
| ۱۲ اکتبر ۵۰۸   | ۱۴:۳۲:۴۸             | ۷۴         | جزئی   | ۰٫۳۸۶۷ | —                   | ۶۰°۴۸′جنوبی ۶۸°۳۰′غربی / ۶۰٫۸°جنوبی ۶۸٫۵°غربی   | —                      |                 | [ ۱ ]    |
| ۹ مارس ۵۰۷     | ۱۰:۲۲:۵۸             | ۴۱         | کامل   | ۱٫۰۵۹۴ | 03 دقیقه و 59 ثانیه | ۴۷°۱۸′جنوبی ۱۳۰°۵۴′شرقی / ۴۷٫۳°جنوبی ۱۳۰٫۹°شرقی | ۲۸۸ کیلومتر (۱۷۹ مایل) |                 | [ ۱ ]    |
| ۱ سپتامبر ۵۰۷  | ۲۰:۴۹:۰۲             | ۴۶         | حلقه‌ای | ۰٫۹۳۸۷ | 04 دقیقه و 25 ثانیه | ۶۲°۴۲′شمالی ۷°۳۰′شرقی / ۶۲٫۷°شمالی ۷٫۵°شرقی     | ۶۶۴ کیلومتر (۴۱۳ مایل) |                 | [ ۱ ]    |
| ۲۷ فوریه ۵۰۶   | ۰۱:۳۲:۲۰             | ۵۱         | کامل   | ۱٫۰۲۵۴ | 02 دقیقه و 18 ثانیه | ۱۲°۴۲′جنوبی ۱۲۶°۱۸′غربی / ۱۲٫۷°جنوبی ۱۲۶٫۳°غربی | ۸۶ کیلومتر (۵۳ مایل)   |                 | [ ۱ ]    |
| ۲۲ اوت ۵۰۶     | ۰۲:۵۴:۵۴             | ۵۶         | مرکب   | ۱٫۰۰۲۳ | 00 دقیقه و 13 ثانیه | ۲۳°۱۸′شمالی ۱۴۷°۰۶′غربی / ۲۳٫۳°شمالی ۱۴۷٫۱°غربی | ۸ کیلومتر (۵٫۰ مایل)   |                 | [ ۱ ]    |
| ۱۶ فوریه ۵۰۵   | ۱۰:۵۰:۱۳             | ۶۱         | حلقه‌ای | ۰٫۹۶۱۶ | 03 دقیقه و 59 ثانیه | ۲۸°۰۰′شمالی ۷۳°۳۶′شرقی / ۲۸٫۰°شمالی ۷۳٫۶°شرقی   | ۱۹۷ کیلومتر (۱۲۲ مایل) |                 | [ ۱ ]    |
| ۱۰ اوت ۵۰۵     | ۱۶:۰۷:۲۱             | ۶۶         | کامل   | ۱٫۰۵۲۸ | 04 دقیقه و 43 ثانیه | ۱۴°۴۸′جنوبی ۲°۰۶′غربی / ۱۴٫۸°جنوبی ۲٫۱°غربی     | ۲۱۰ کیلومتر (۱۳۰ مایل) |                 | [ ۱ ]    |
| ۵ ژانویه ۵۰۴   | ۱۸:۲۱:۱۱             | ۳۳         | جزئی   | ۰٫۰۳۳۲ | —                   | ۶۴°۴۲′جنوبی ۱۳۴°۲۴′شرقی / ۶۴٫۷°جنوبی ۱۳۴٫۴°شرقی | —                      |                 | [ ۱ ]    |
| ۴ فوریه ۵۰۴    | ۱۲:۵۱:۳۹             | ۷۱         | جزئی   | ۰٫۱۶۳۰ | —                   | ۶۲°۱۸′شمالی ۱۱°۱۲′شرقی / ۶۲٫۳°شمالی ۱۱٫۲°شرقی   | —                      |                 | [ ۱ ]    |
| ۲ ژوئیه ۵۰۴    | ۰۱:۲۴:۳۱             | ۳۸         | جزئی   | ۰٫۵۰۷۷ | —                   | ۶۵°۲۴′شمالی ۳۳°۱۸′شرقی / ۶۵٫۴°شمالی ۳۳٫۳°شرقی   | —                      |                 | [ ۱ ]    |
| ۳۱ ژوئیه ۵۰۴   | ۰۸:۵۰:۲۷             | ۷۶         | جزئی   | ۰٫۵۰۴۴ | —                   | ۶۳°۰۰′جنوبی ۷۶°۰۰′شرقی / ۶۳٫۰°جنوبی ۷۶٫۰°شرقی   | —                      |                 | [ ۱ ]    |
| ۲۵ دسامبر ۵۰۴  | ۱۹:۳۳:۱۰             | ۴۳         | حلقه‌ای | ۰٫۹۴۴۶ | 03 دقیقه و 59 ثانیه | ۷۹°۳۶′جنوبی ۱۶°۰۰′غربی / ۷۹٫۶°جنوبی ۱۶٫۰°غربی   | ۳۷۴ کیلومتر (۲۳۲ مایل) |                 | [ ۱ ]    |
| ۲۱ ژوئن ۵۰۳    | ۱۴:۵۴:۵۱             | ۴۸         | مرکب   | ۱٫۰۱۱۶ | 00 دقیقه و 56 ثانیه | ۵۷°۱۸′شمالی ۲۸°۵۴′شرقی / ۵۷٫۳°شمالی ۲۸٫۹°شرقی   | ۴۸ کیلومتر (۳۰ مایل)   |                 | [ ۱ ]    |
| ۱۵ دسامبر ۵۰۳  | ۰۳:۴۲:۴۳             | ۵۳         | مرکب   | ۱٫۰۰۵۴ | 00 دقیقه و 32 ثانیه | ۲۹°۱۲′جنوبی ۱۶۴°۳۰′غربی / ۲۹٫۲°جنوبی ۱۶۴٫۵°غربی | ۱۹ کیلومتر (۱۲ مایل)   |                 | [ ۱ ]    |
| ۱۰ ژوئن ۵۰۲    | ۲۱:۳۰:۰۱             | ۵۸         | حلقه‌ای | ۰٫۹۶۴۷ | 04 دقیقه و 40 ثانیه | ۹°۳۶′شمالی ۷۲°۳۰′غربی / ۹٫۶°شمالی ۷۲٫۵°غربی     | ۱۳۱ کیلومتر (۸۱ مایل)  |                 | [ ۱ ]    |
| ۴ دسامبر ۵۰۲   | ۱۷:۴۴:۵۸             | ۶۳         | کامل   | ۱٫۰۴۰۴ | 03 دقیقه و 53 ثانیه | ۱۳°۰۶′شمالی ۱۴°۰۰′غربی / ۱۳٫۱°شمالی ۱۴٫۰°غربی   | ۱۶۵ کیلومتر (۱۰۳ مایل) |                 | [ ۱ ]    |
| ۲۹ مه ۵۰۱      | ۲۲:۳۲:۰۹             | ۶۸         | حلقه‌ای | ۰٫۹۶۷۰ | —                   | ۶۸°۲۴′جنوبی ۷۱°۴۲′غربی / ۶۸٫۴°جنوبی ۷۱٫۷°غربی   | —                      |                 | [ ۱ ]    |
| ۲۴ اکتبر ۵۰۱   | ۲۱:۴۶:۳۰             | ۳۵         | جزئی   | ۰٫۰۹۰۲ | —                   | ۷۱°۰۰′جنوبی ۱۶۰°۰۰′شرقی / ۷۱٫۰°جنوبی ۱۶۰٫۰°شرقی | —                      |                 | [ ۱ ]    |
| ۲۳ نوامبر ۵۰۱  | ۰۹:۲۰:۴۹             | ۷۳         | جزئی   | ۰٫۵۶۵۰ | —                   | ۶۸°۴۸′شمالی ۱۳۲°۰۶′شرقی / ۶۸٫۸°شمالی ۱۳۲٫۱°شرقی | —                      |                 | [ ۱ ]    |